# Biserica Sfinții Apostoli din Poroina
Biserica Sfinții Apostoli este monument istoric aflat pe teritoriul satului Poroina, comuna Șimian. În Repertoriul Arheologic Național, monumentul apare cu codul 109899.01.

## Istoric și trăsături
Biserica a fost construită în anul 1815, ctitor fiind Toma Fântâneanu, cu ajutorul celorlalți săteni. S-a terminat de zugrăvit și sfințit în anul 1845, pe cheltuiala lui jupân Teca Pleșoianu. Reparații majore au avut loc în anul 1894, în timpul păstoririi preotului Mihail Florescu, și în 1937, când a fost refăcut acoperișul și s-a reparat radical zidăria. În anul 1943, în zilele maiestății sale regele Mihai I, mitropolit al Olteniei fiind Nifon Criveanu, a fost pictată și resfințită, cu contribuția enoriașilor din parohie.

## Imagini din exterior

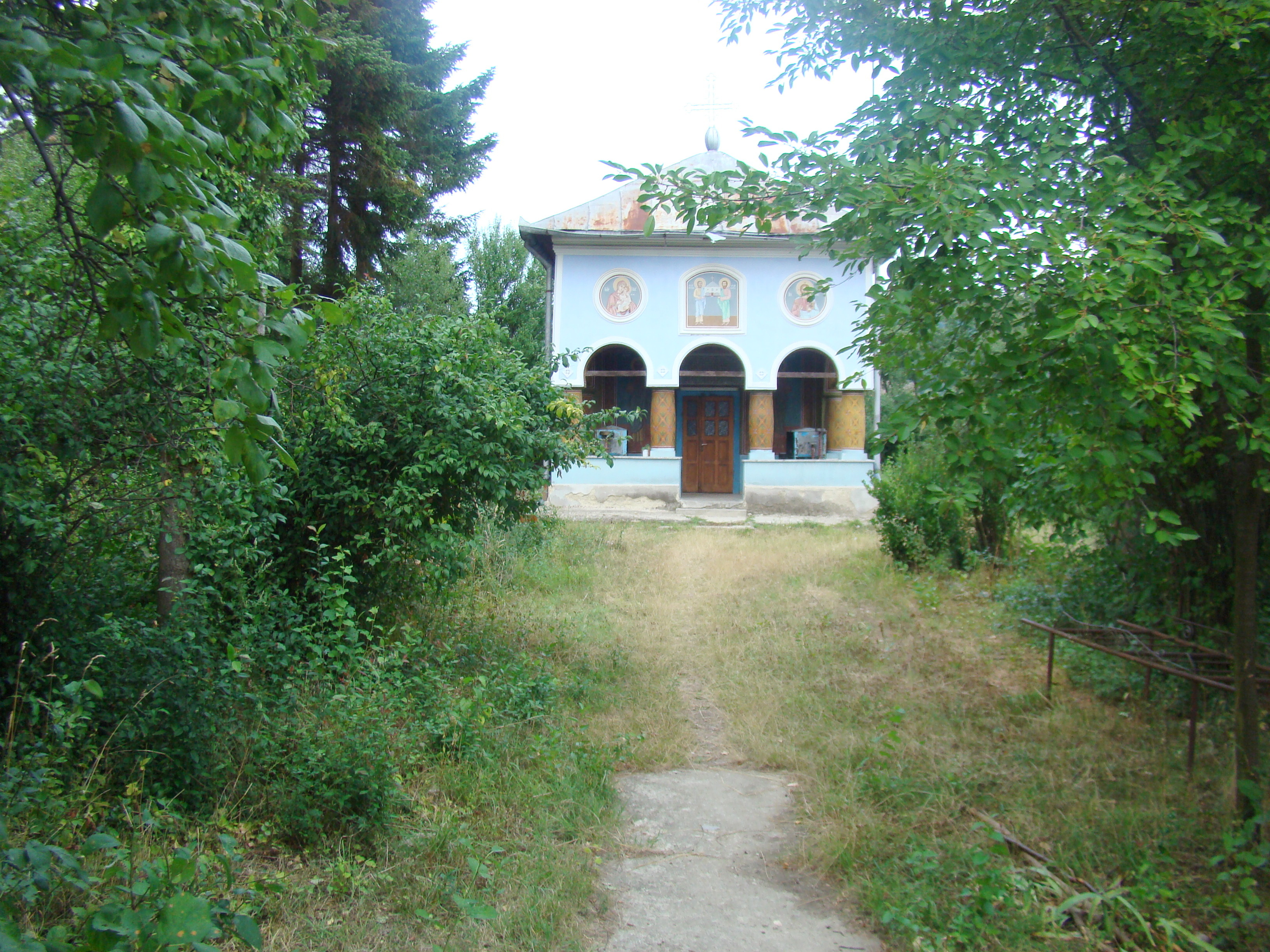
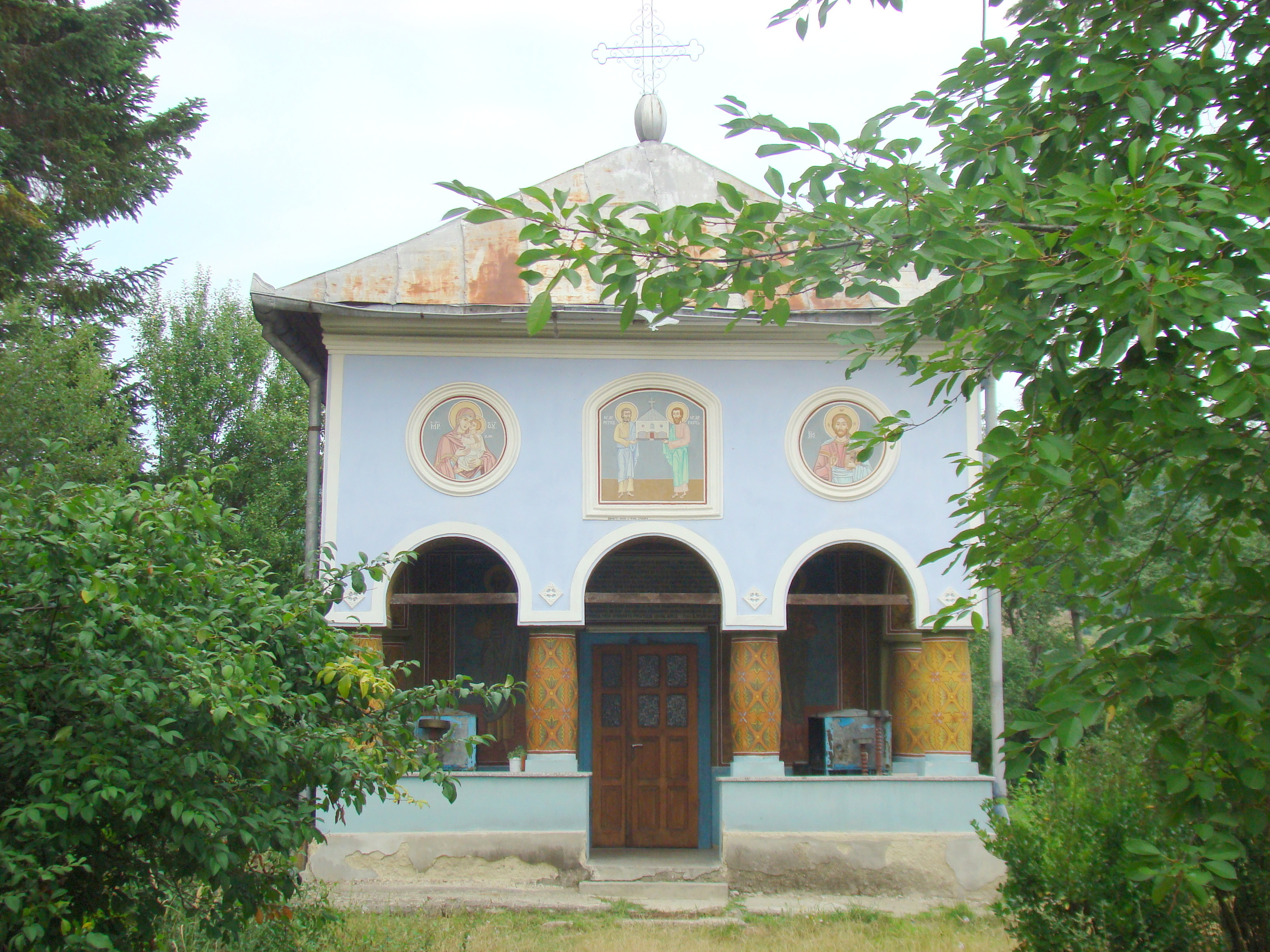
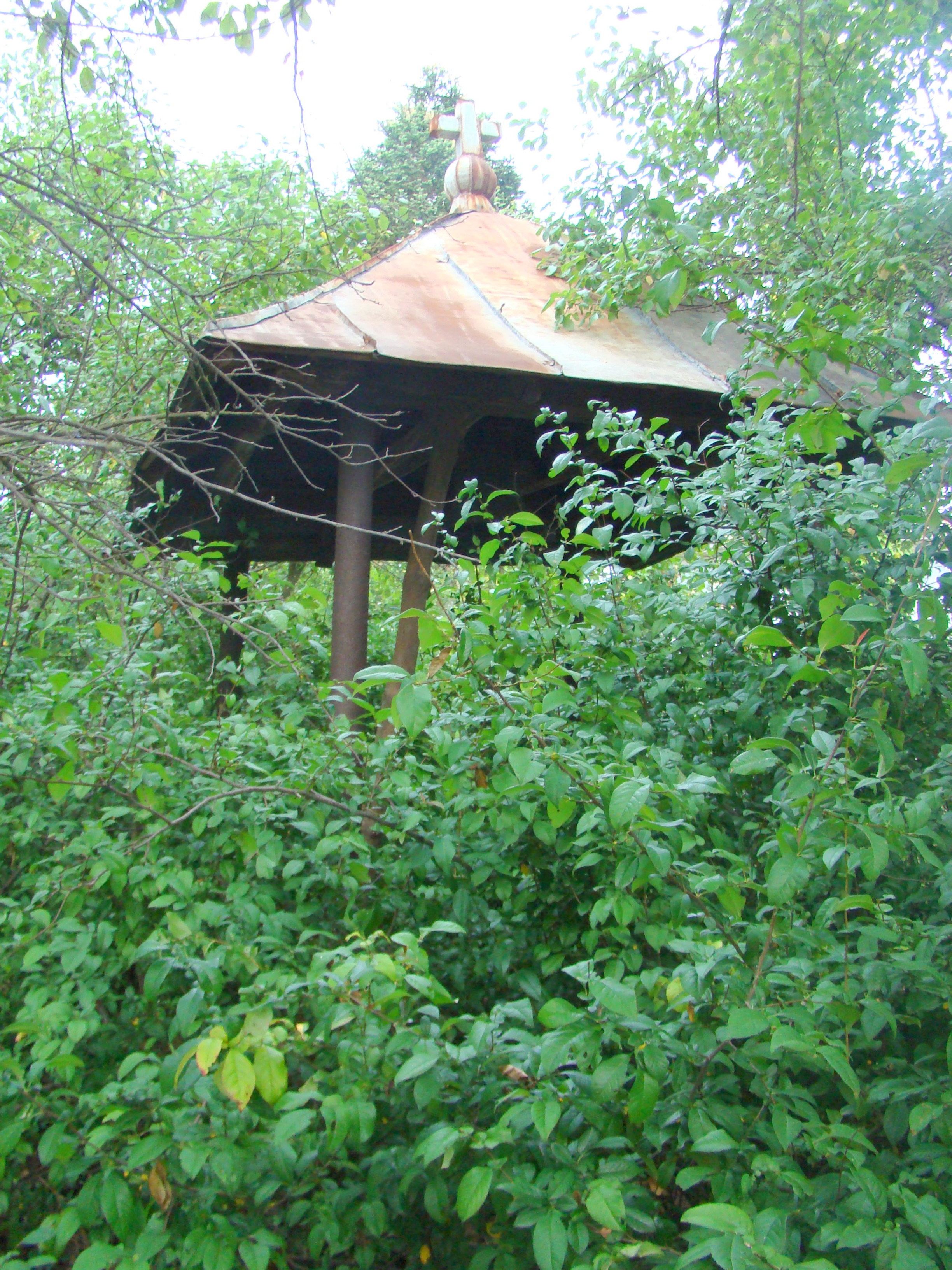
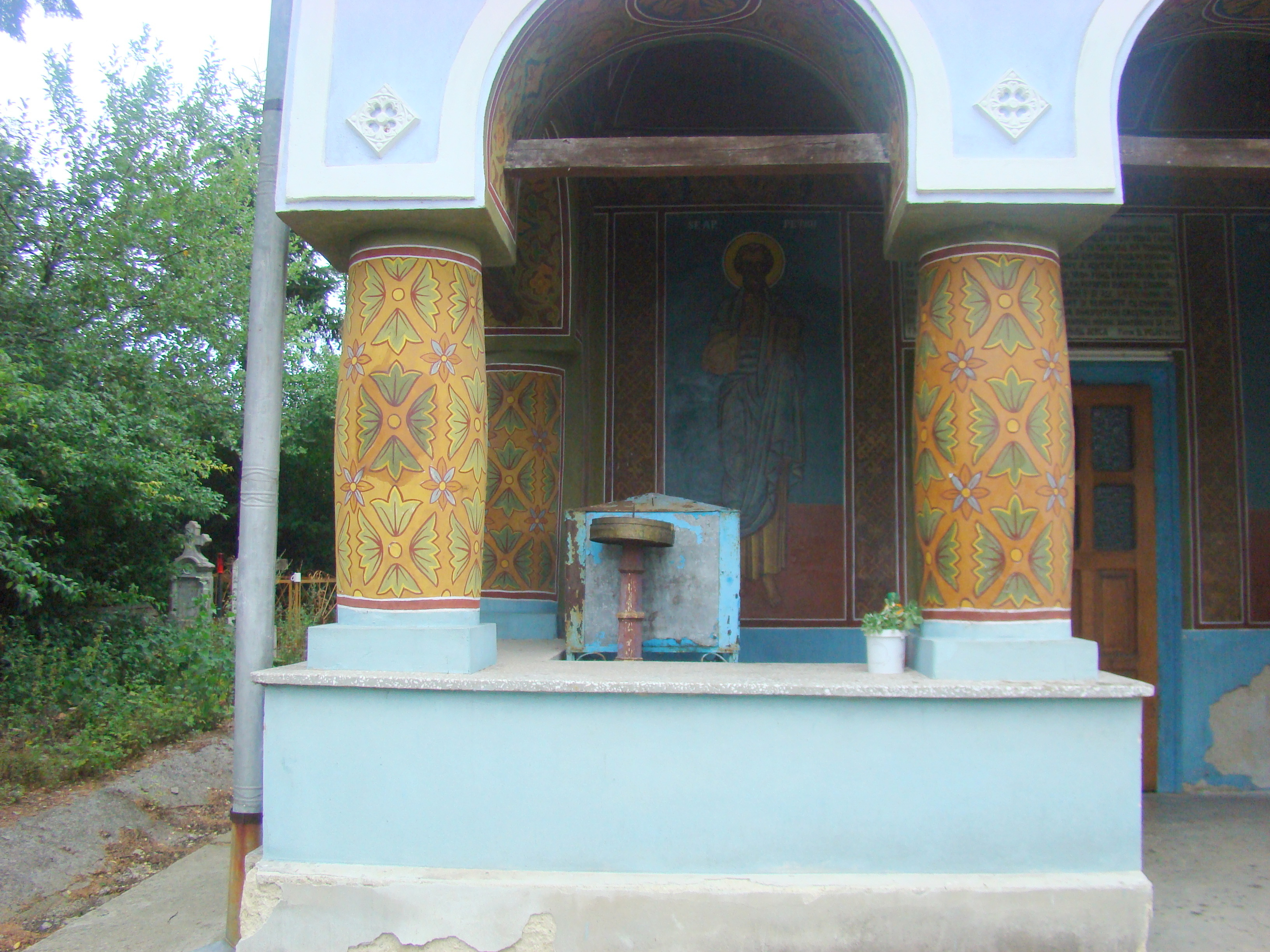
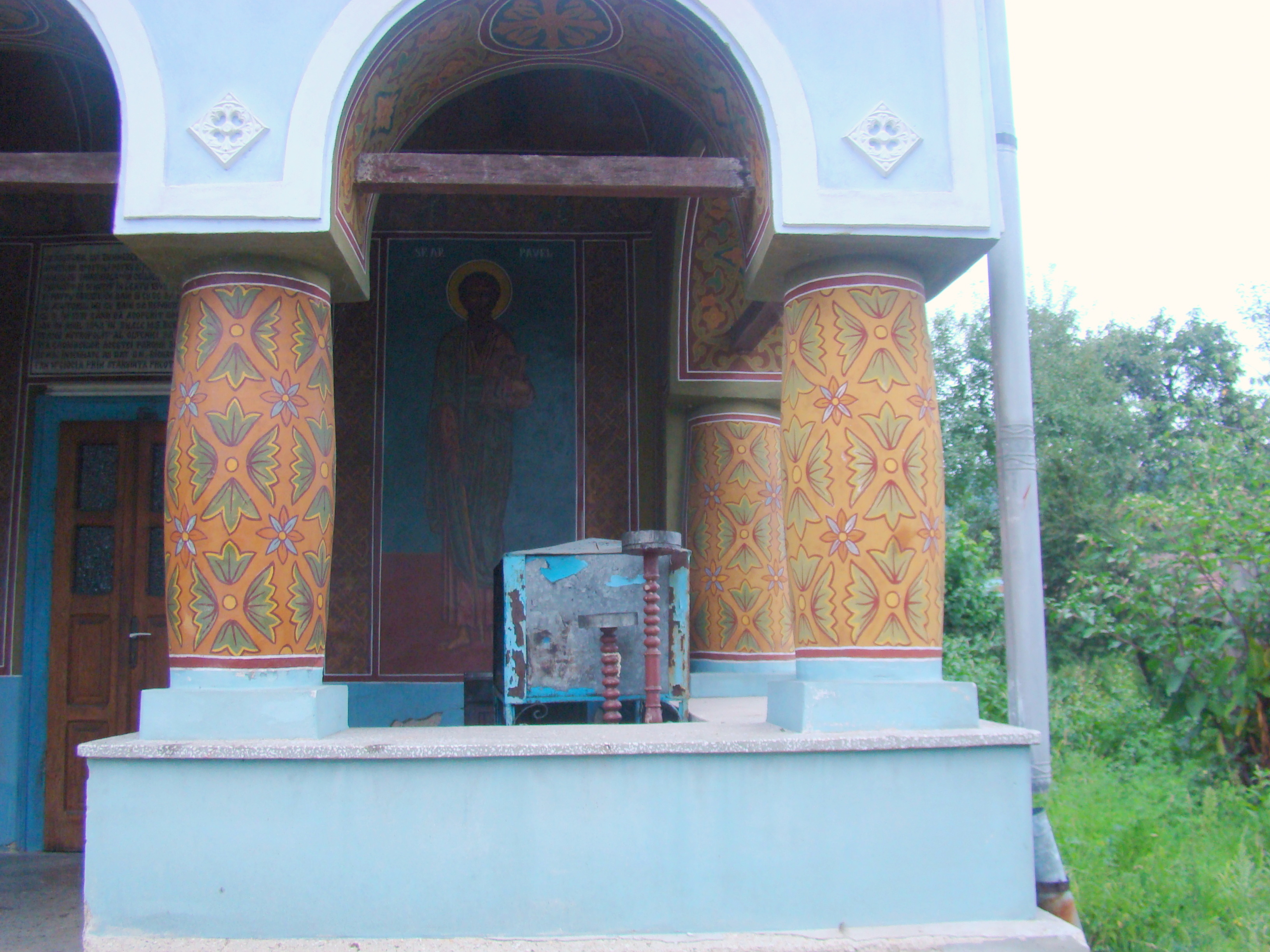
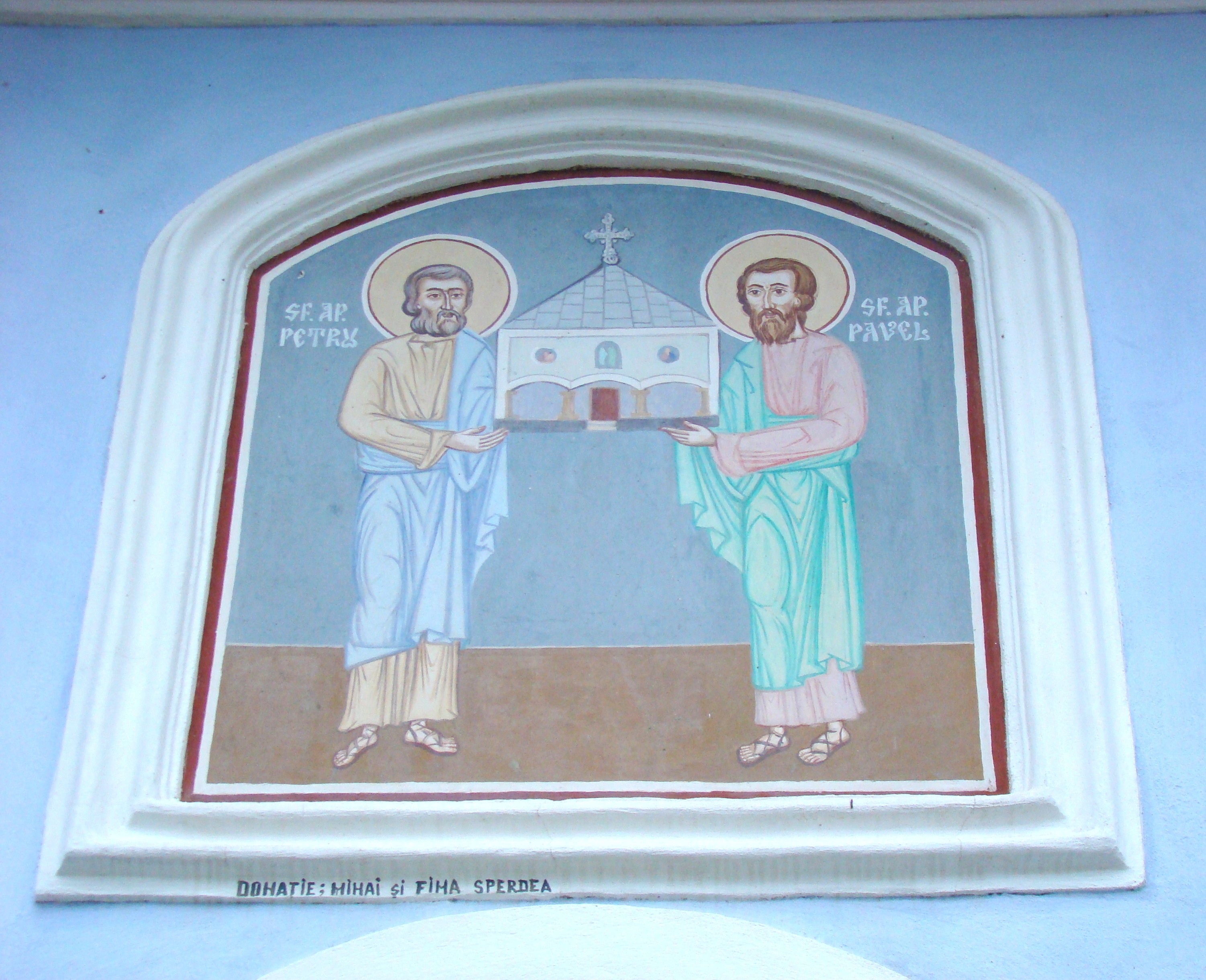
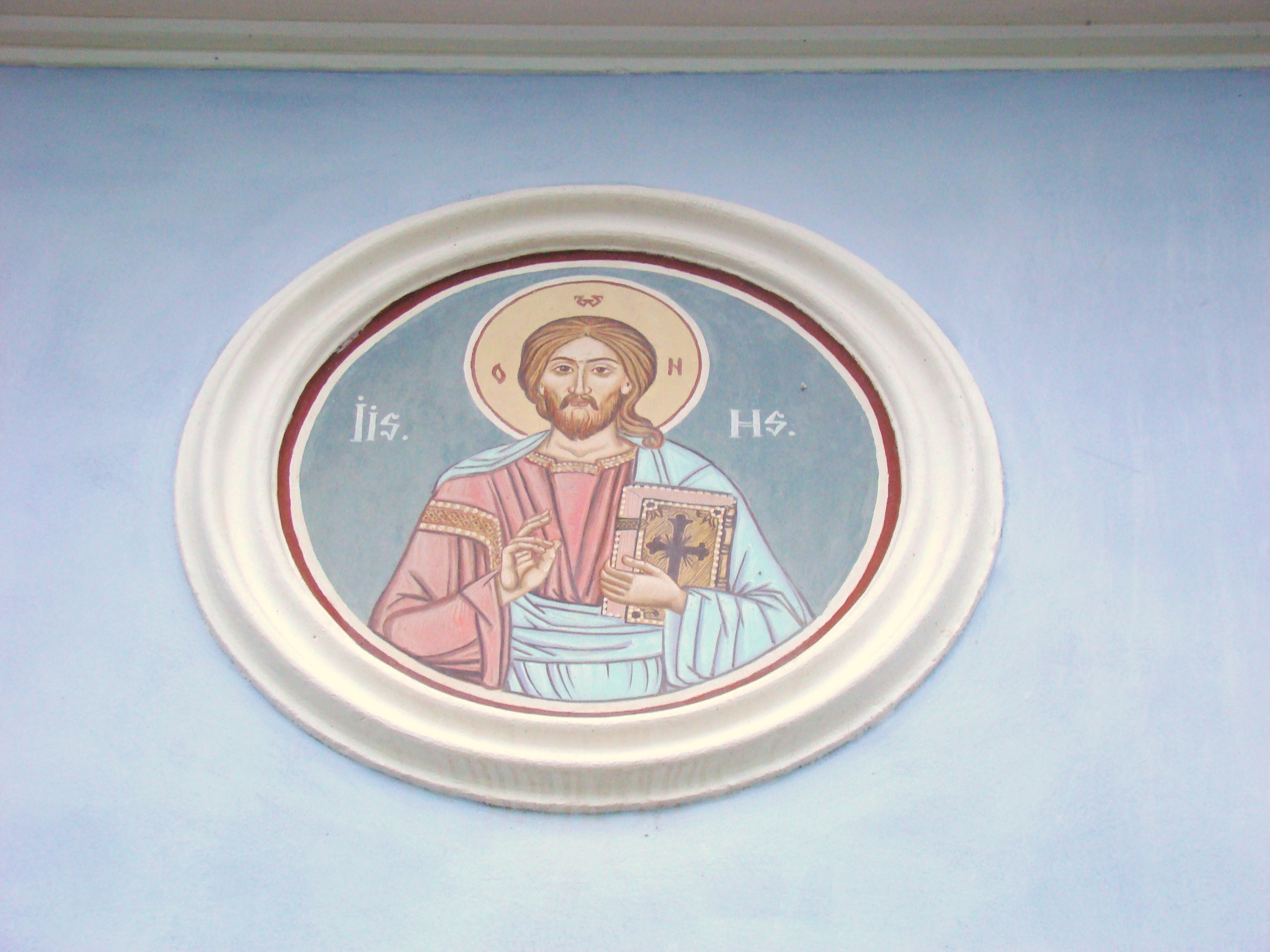
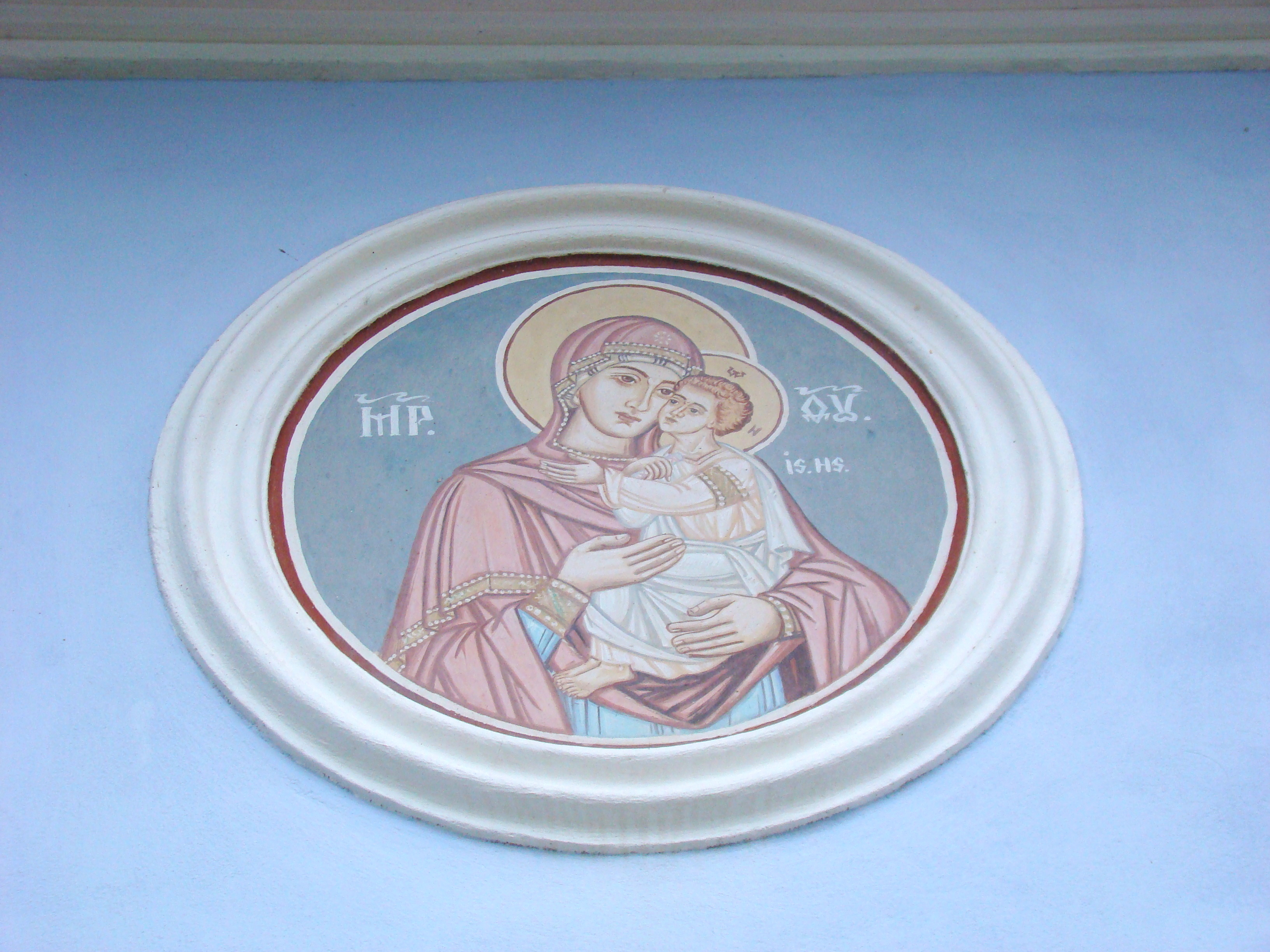
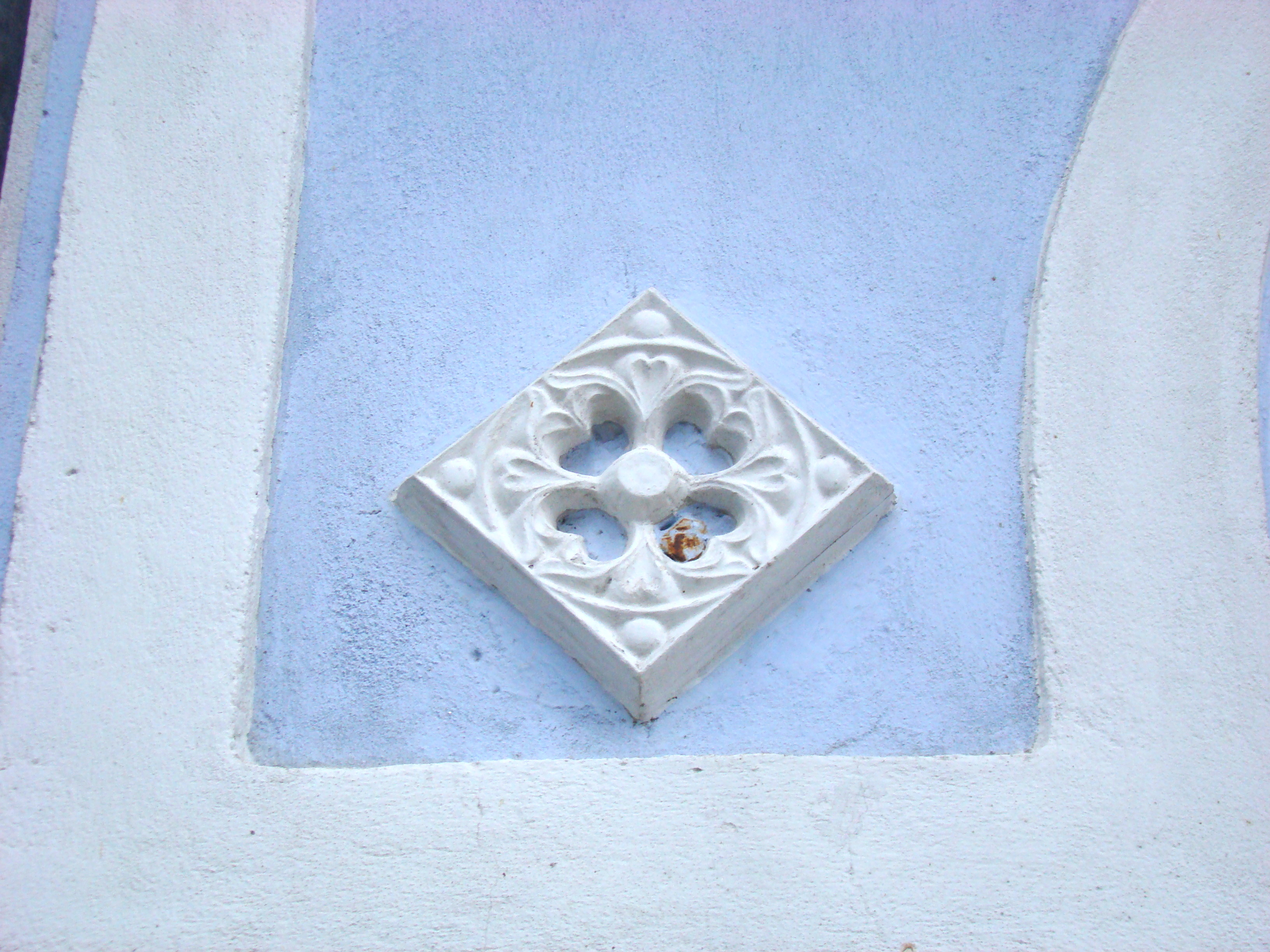
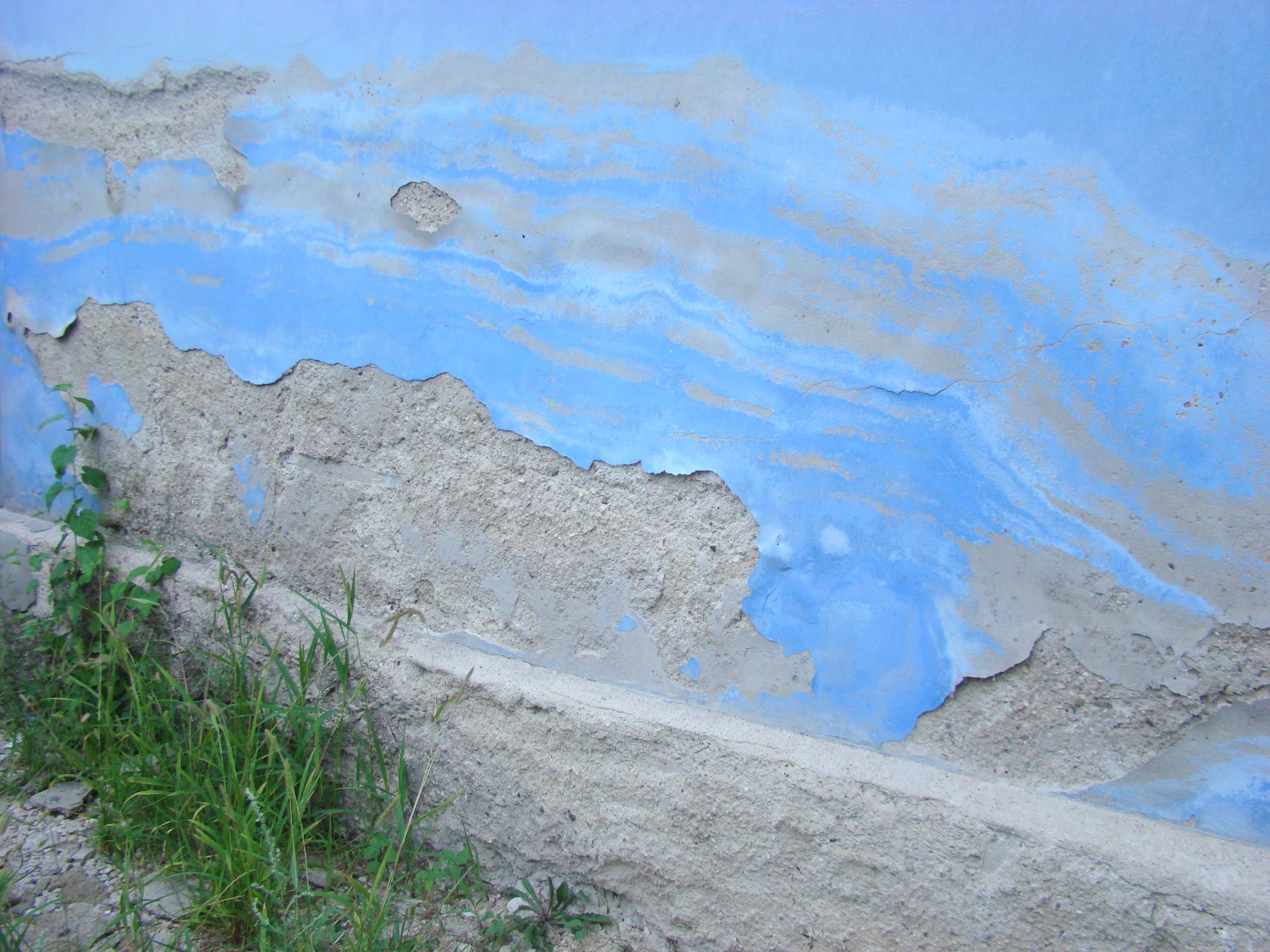
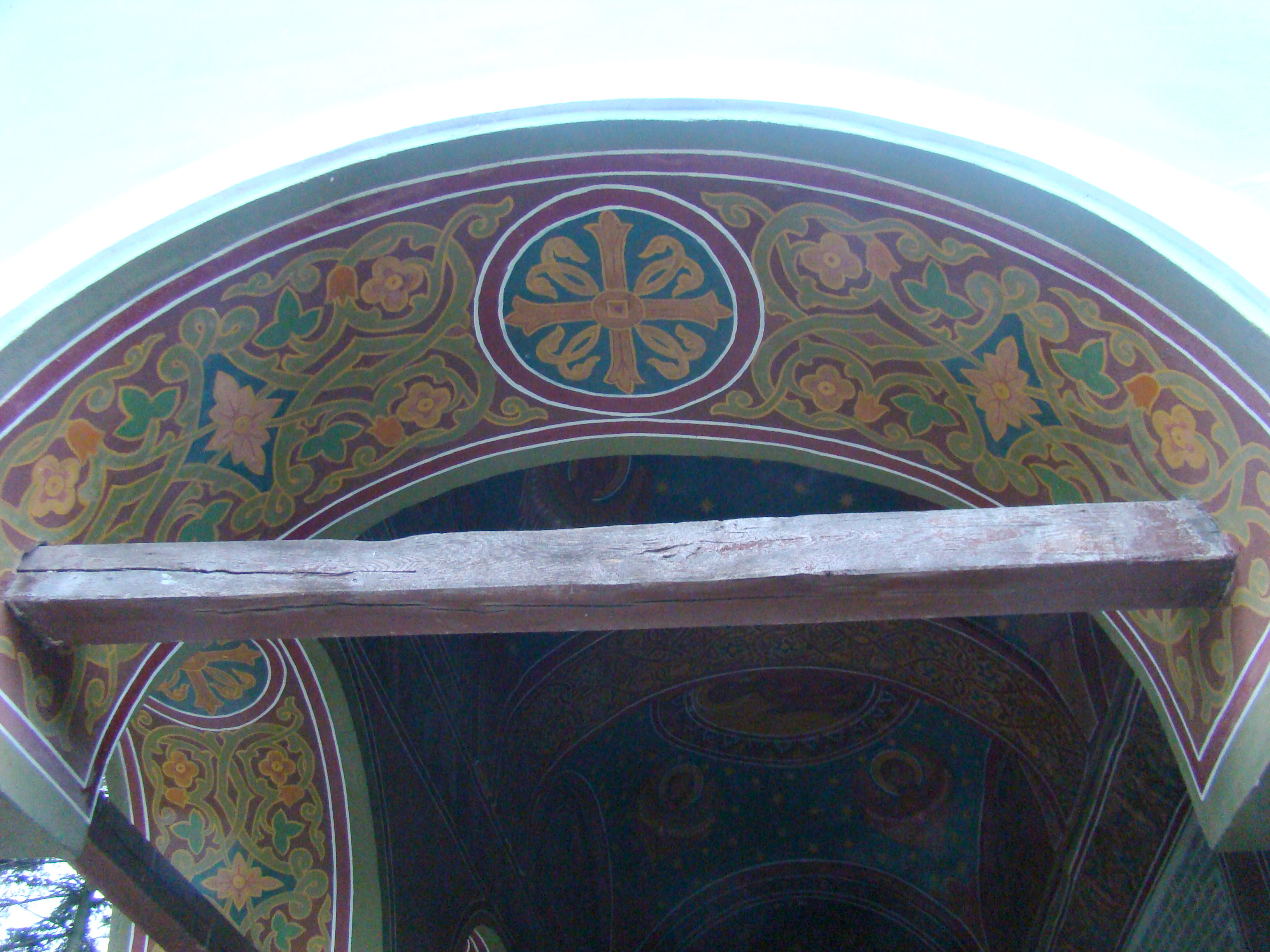
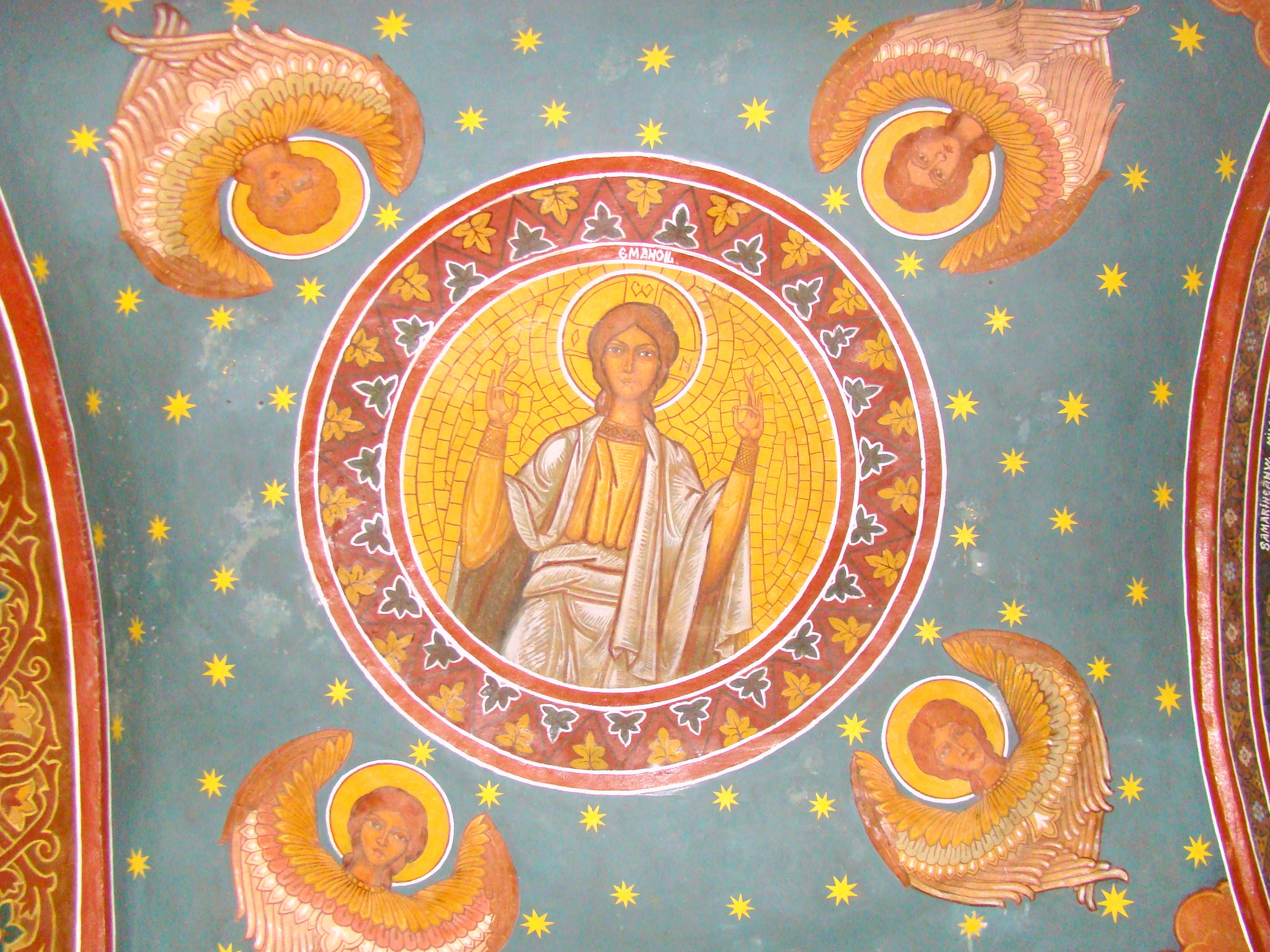
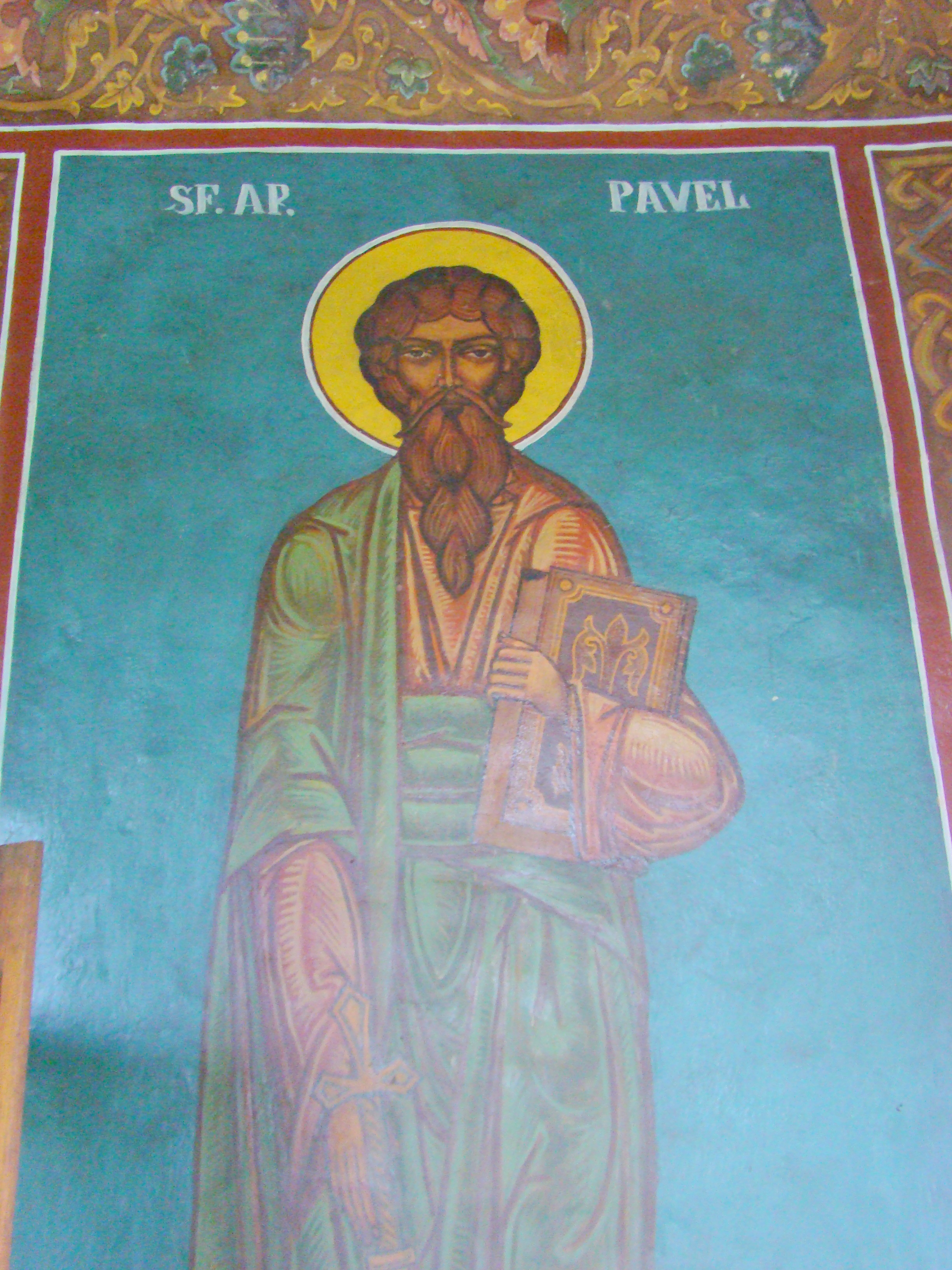
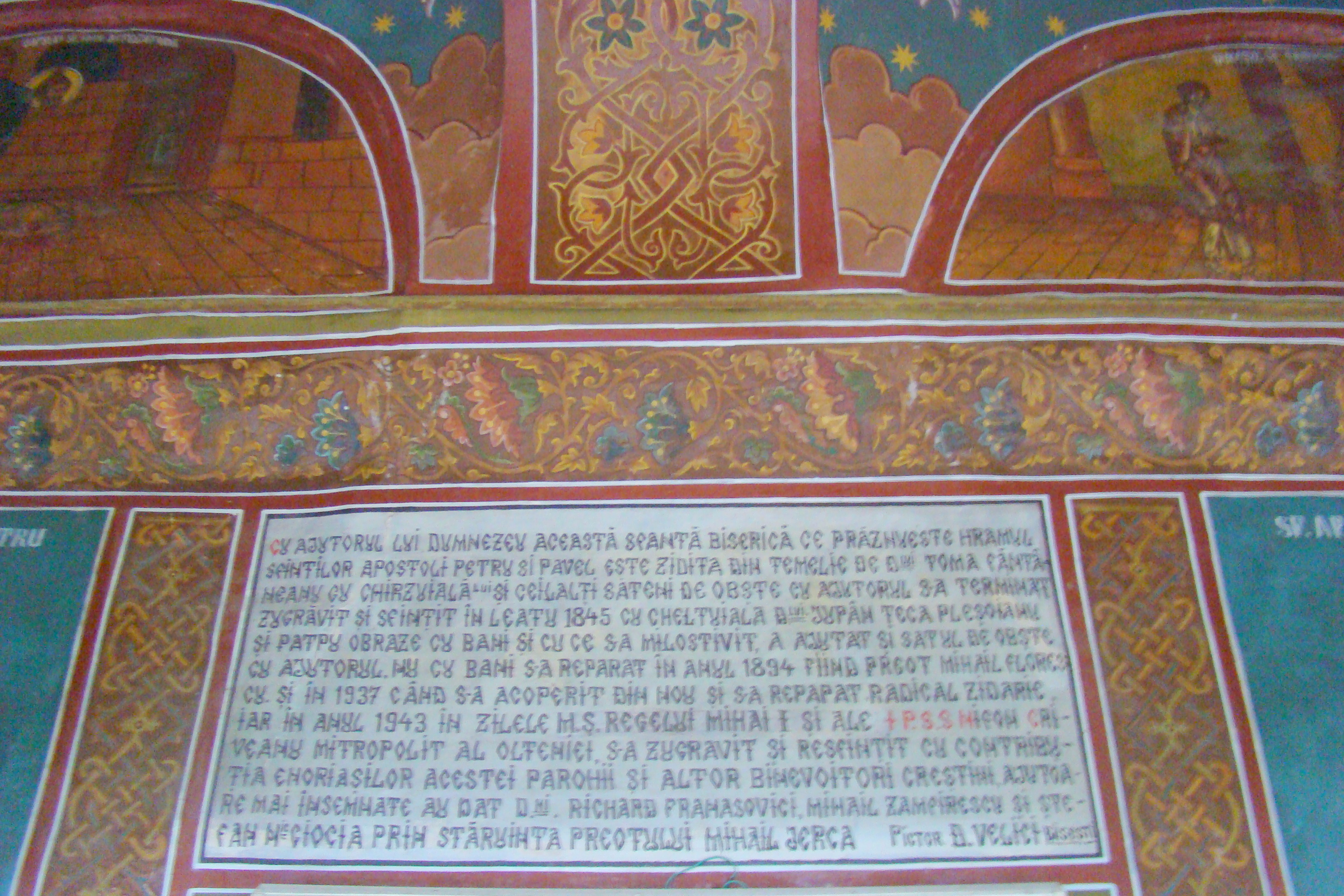
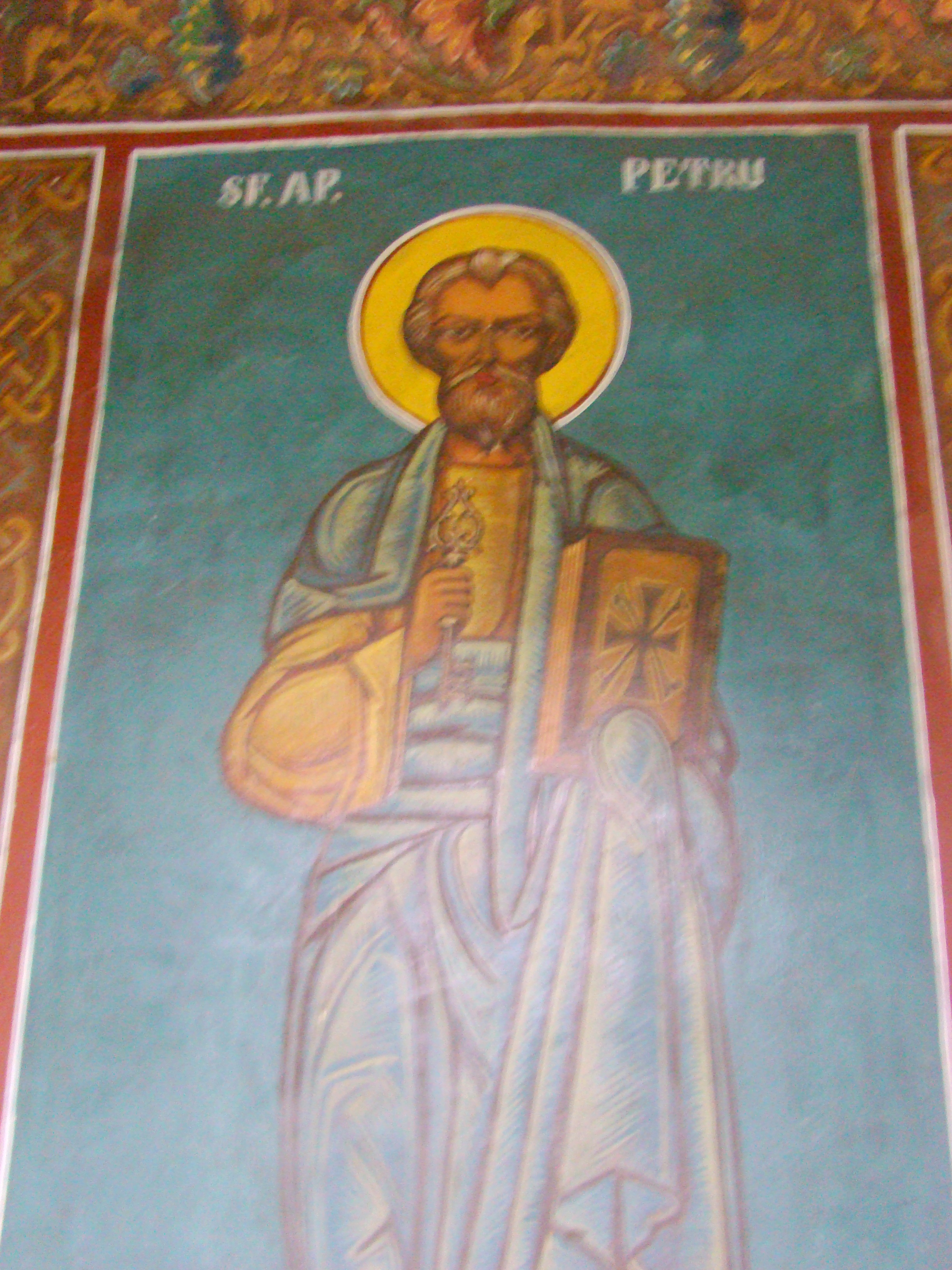
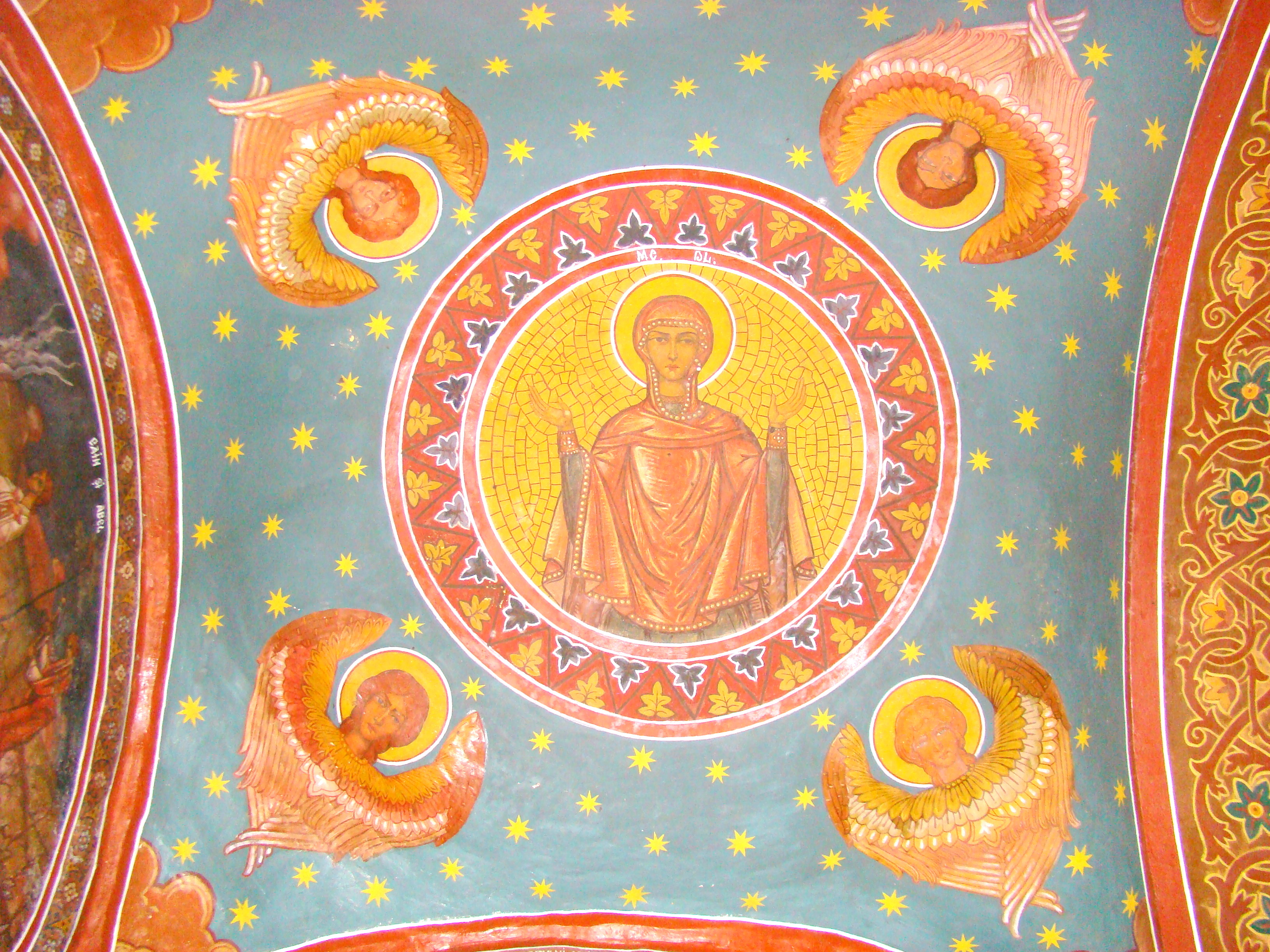
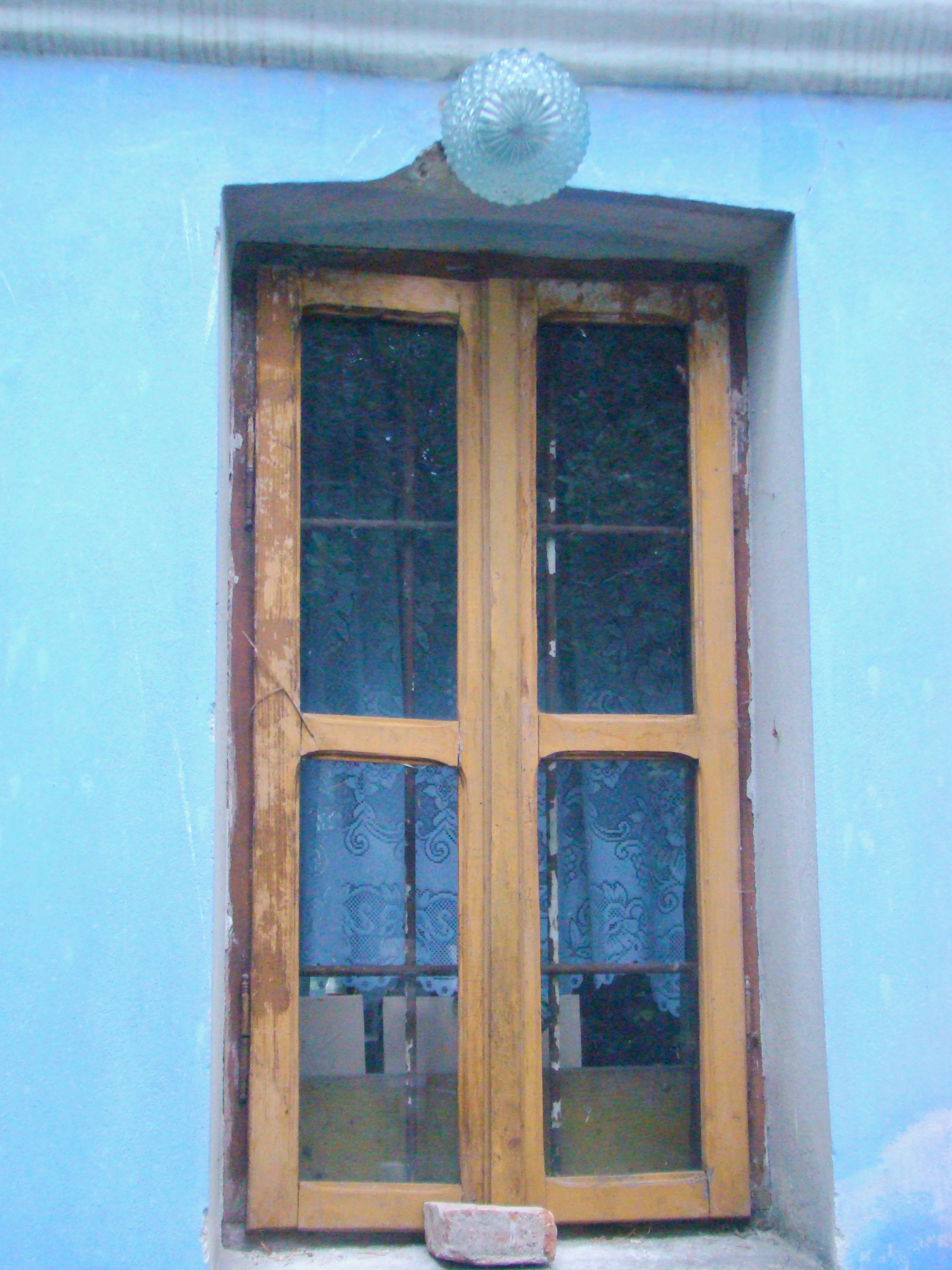
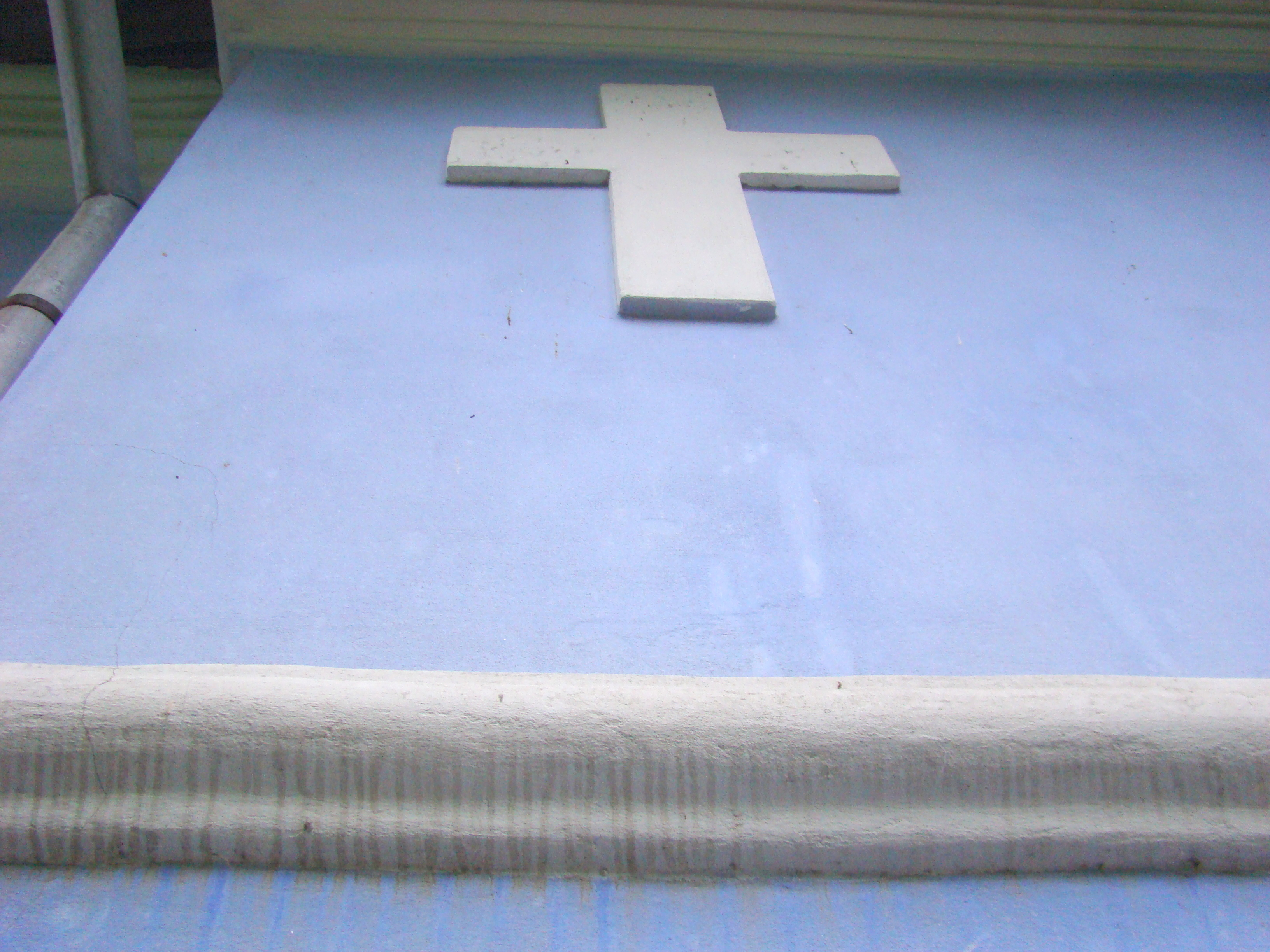
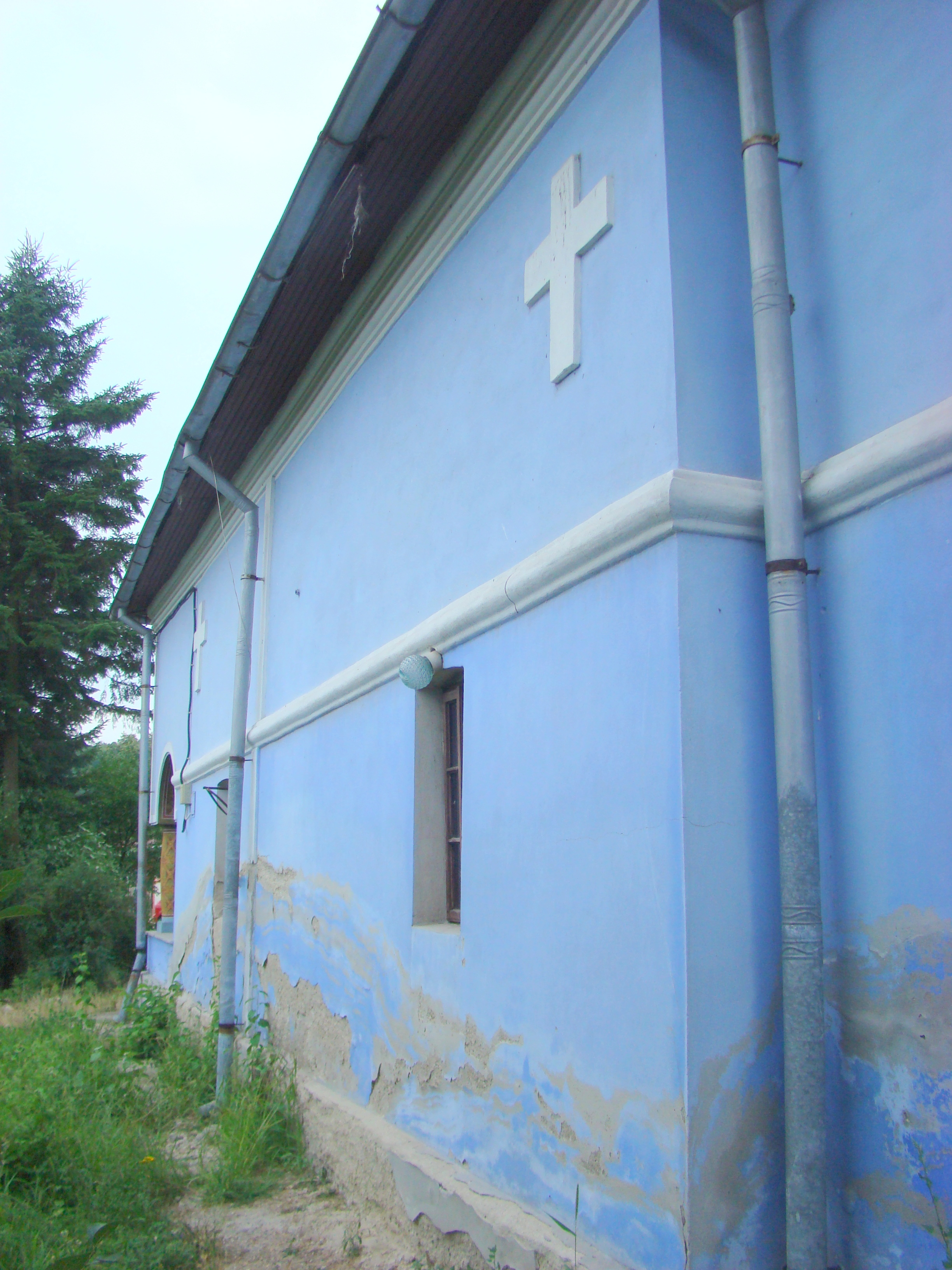
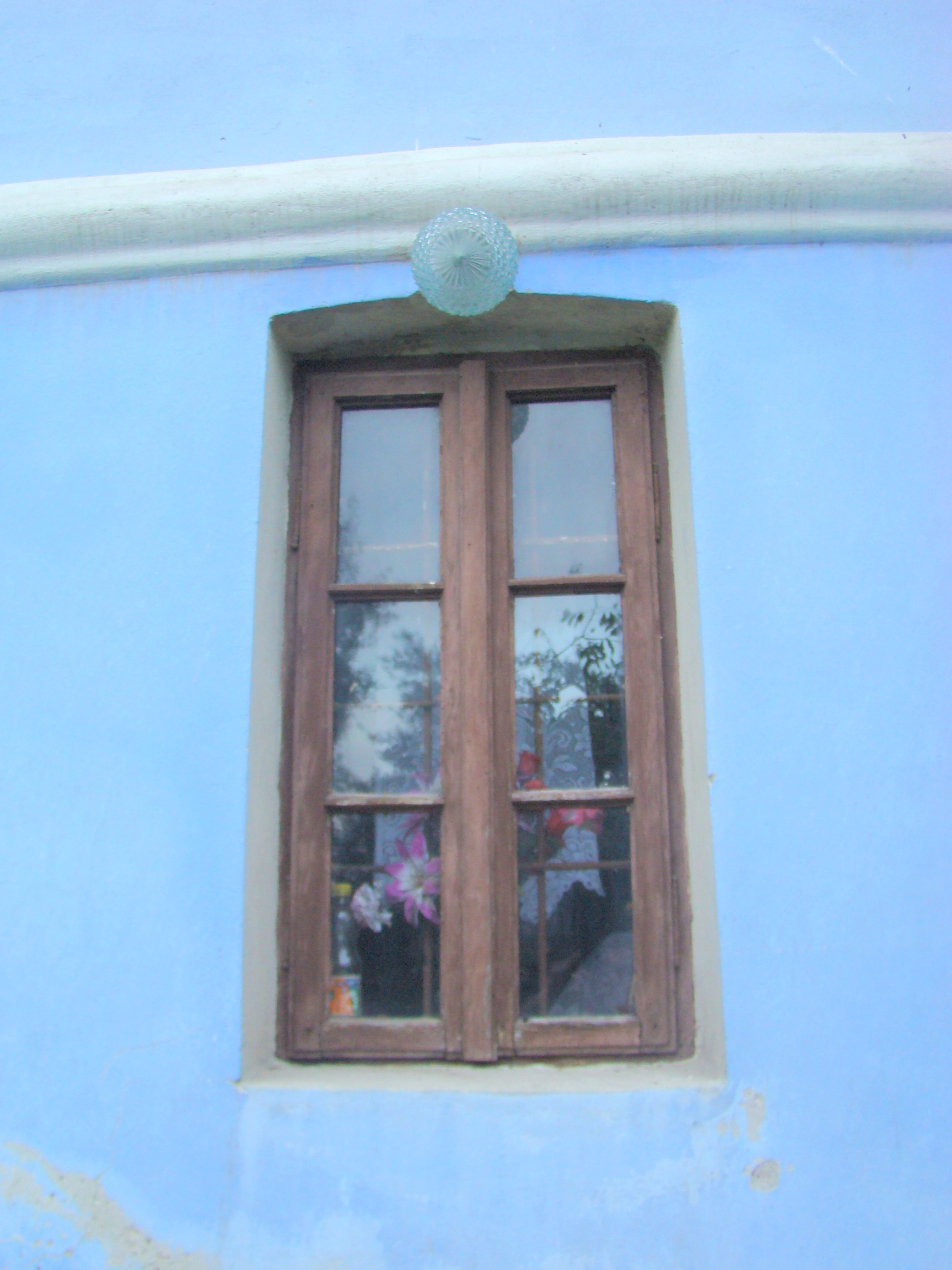
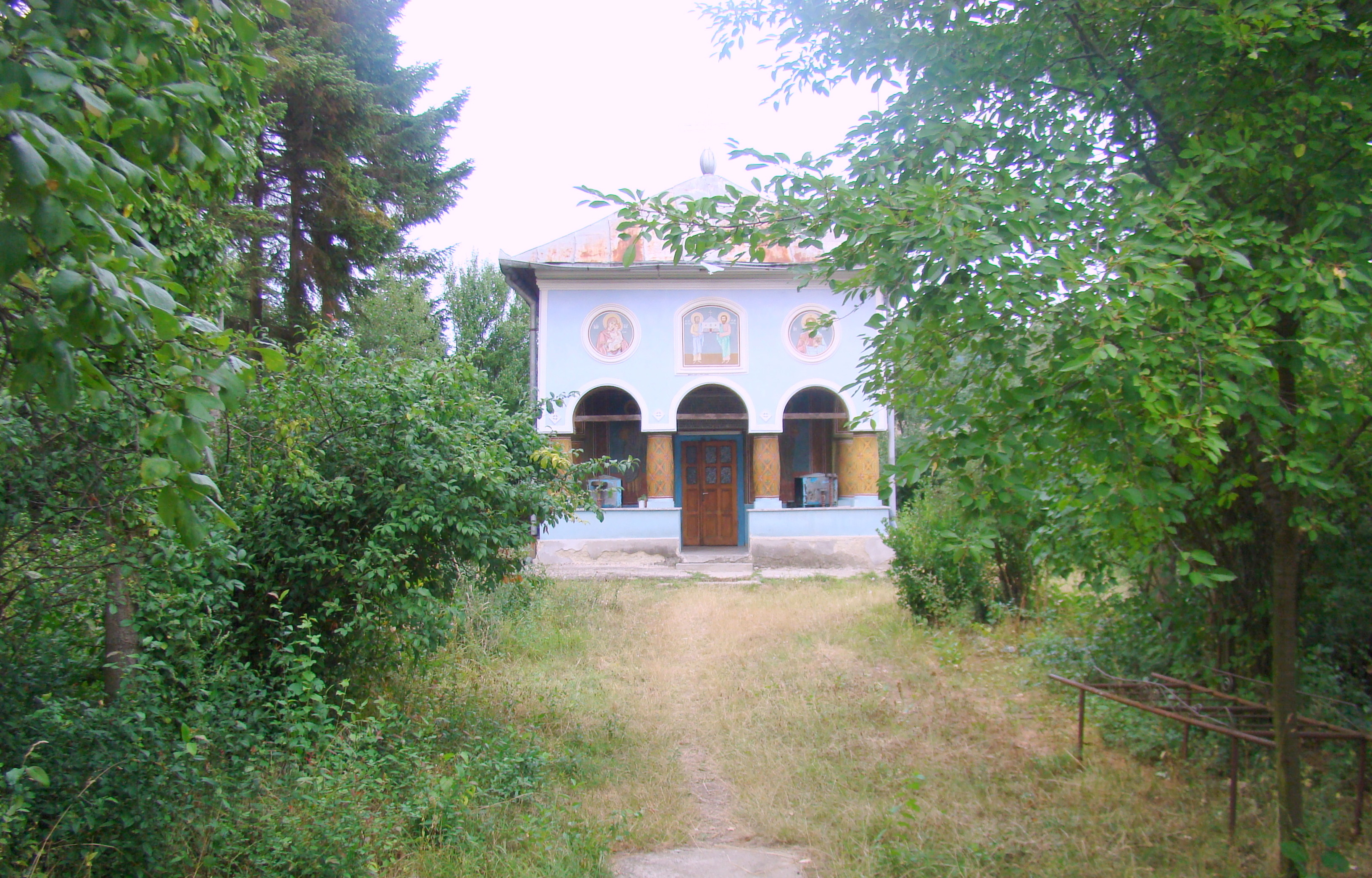
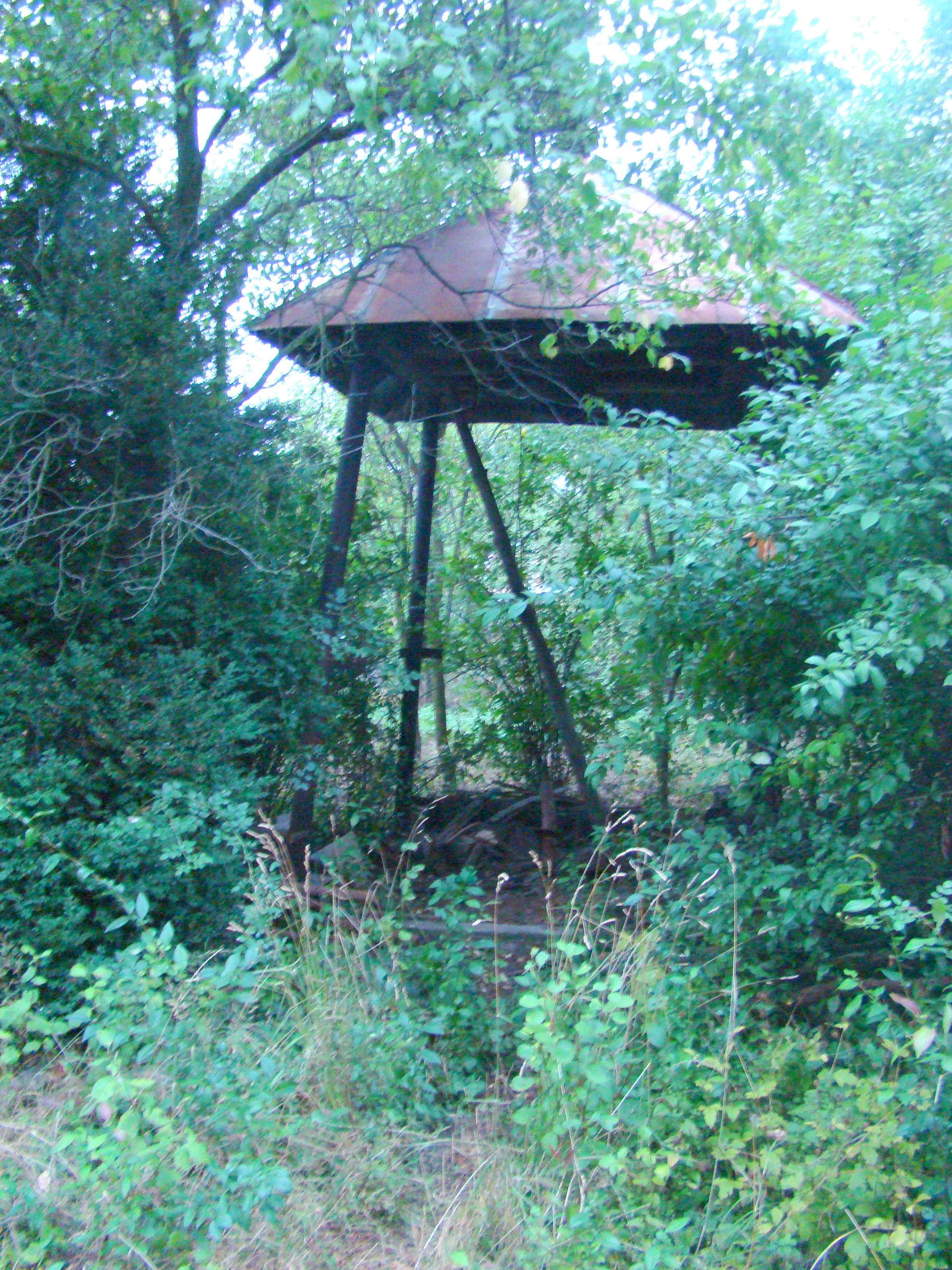
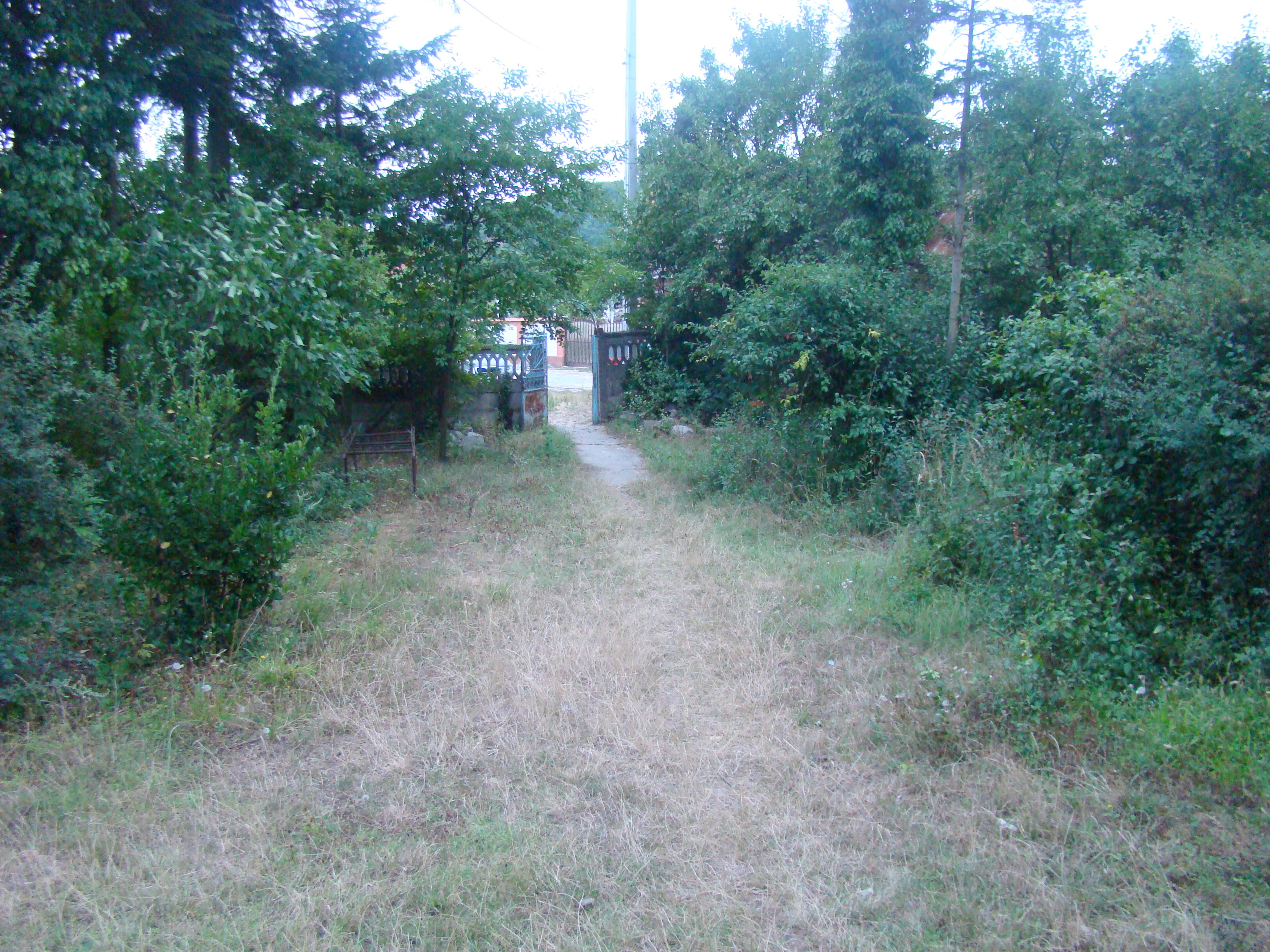

## Imagini din interior

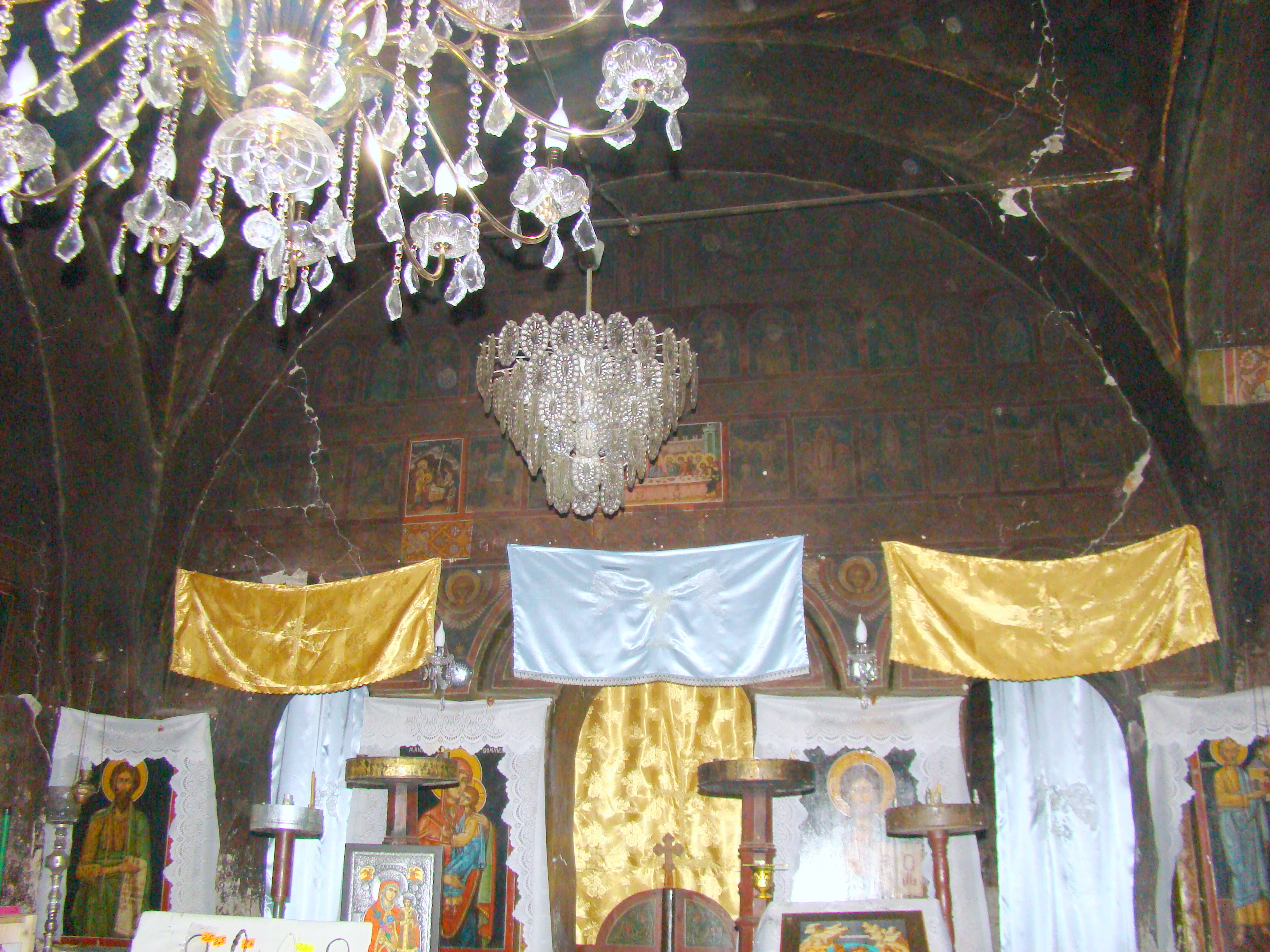
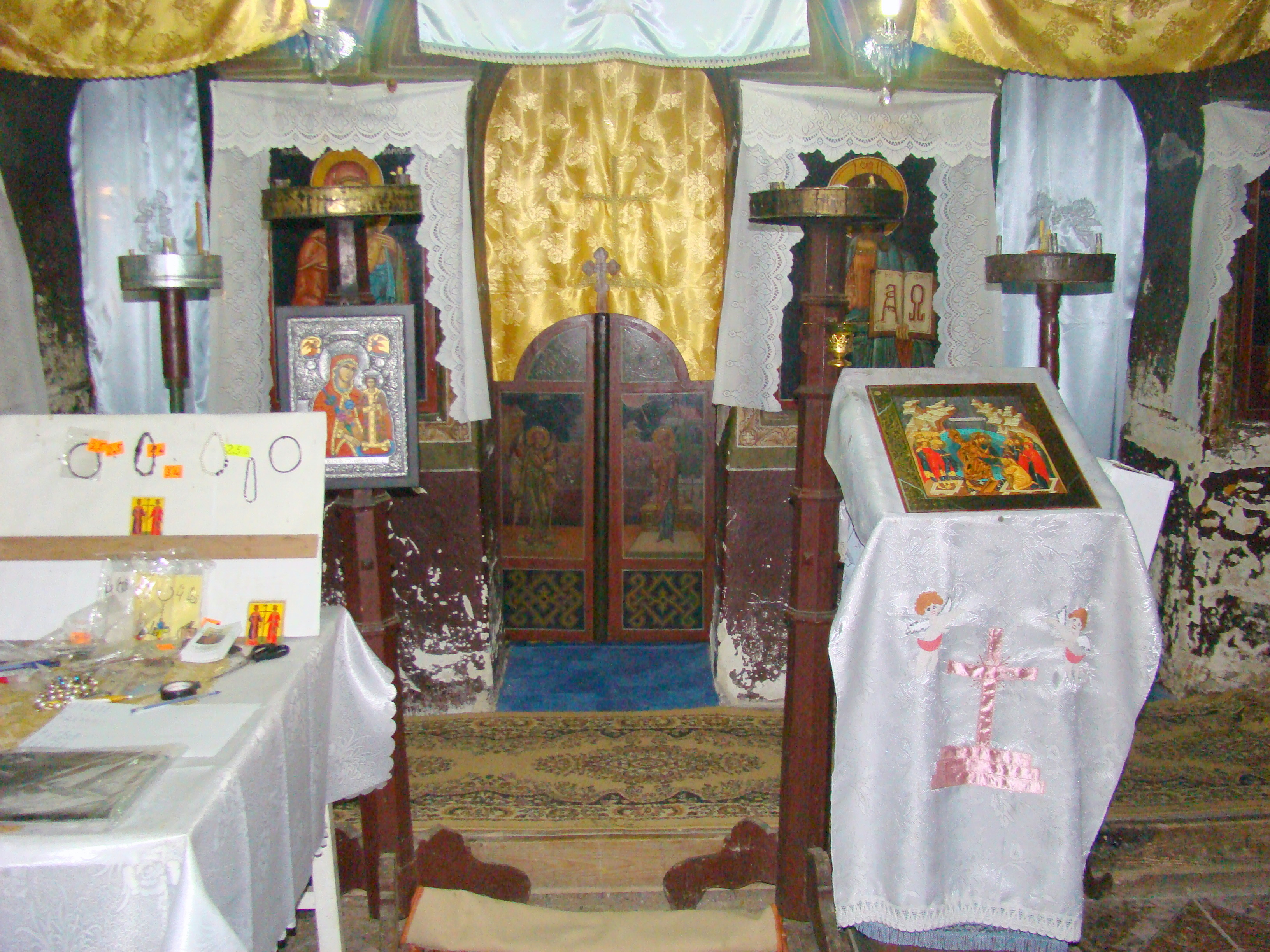
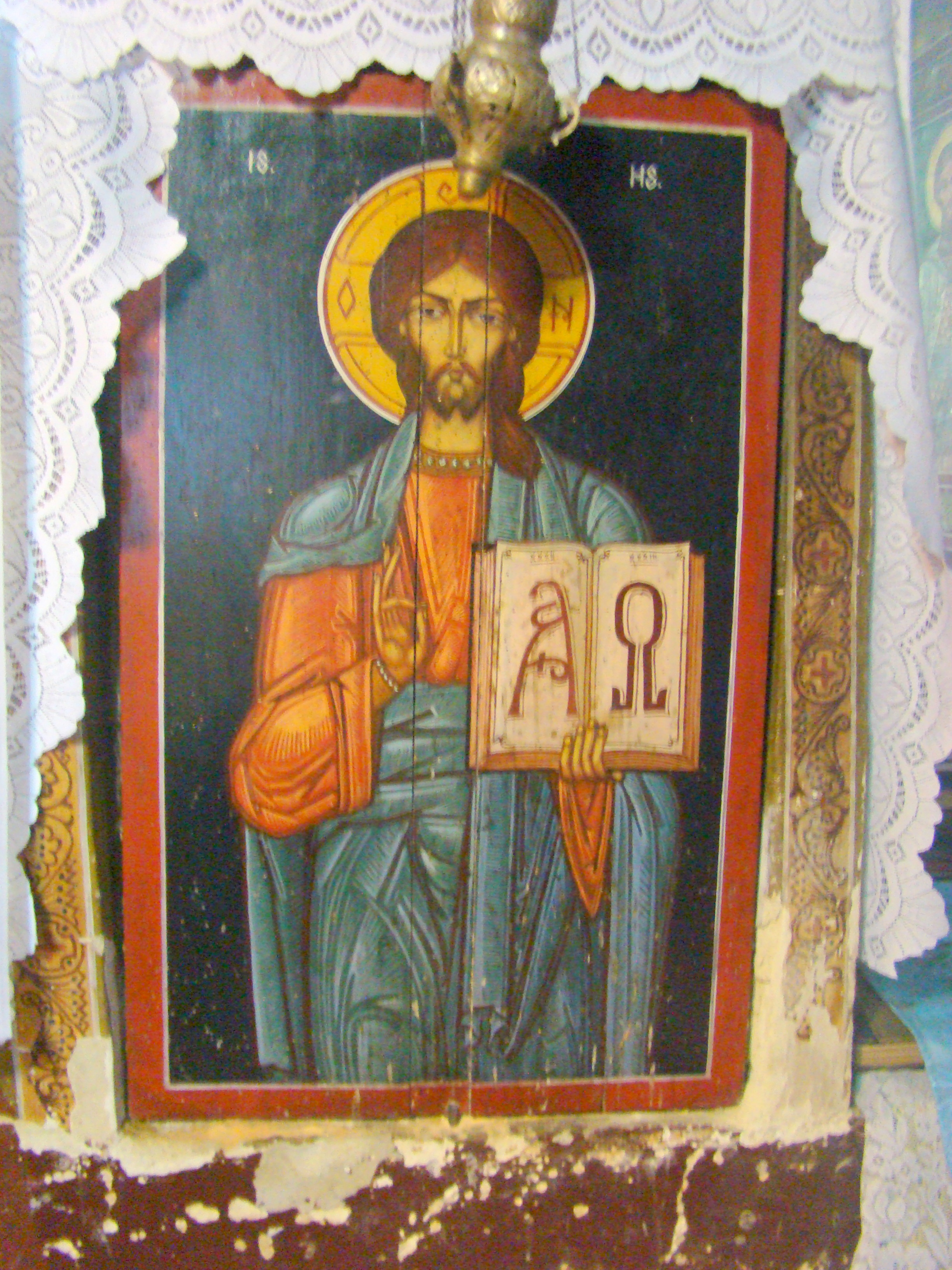
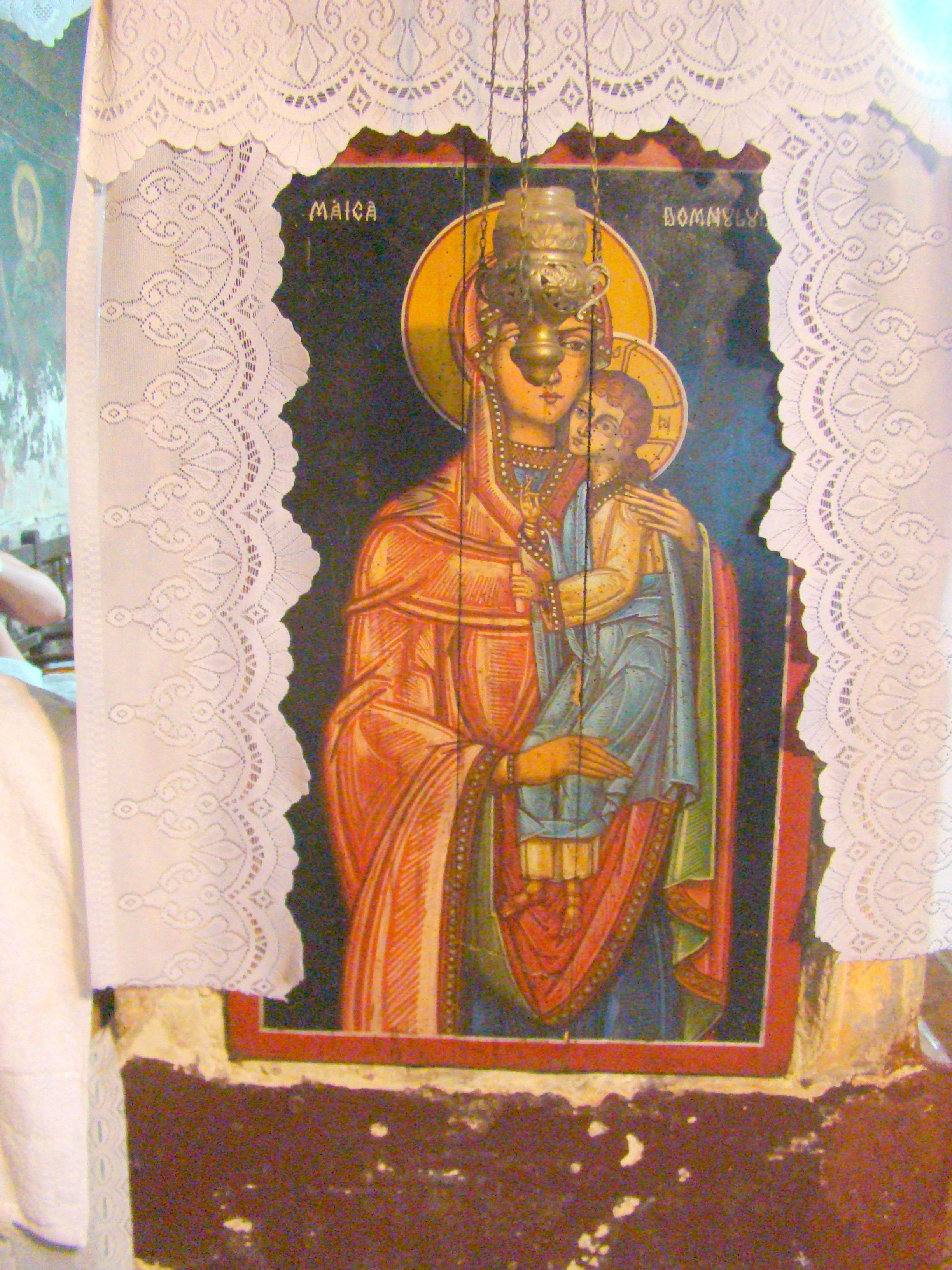
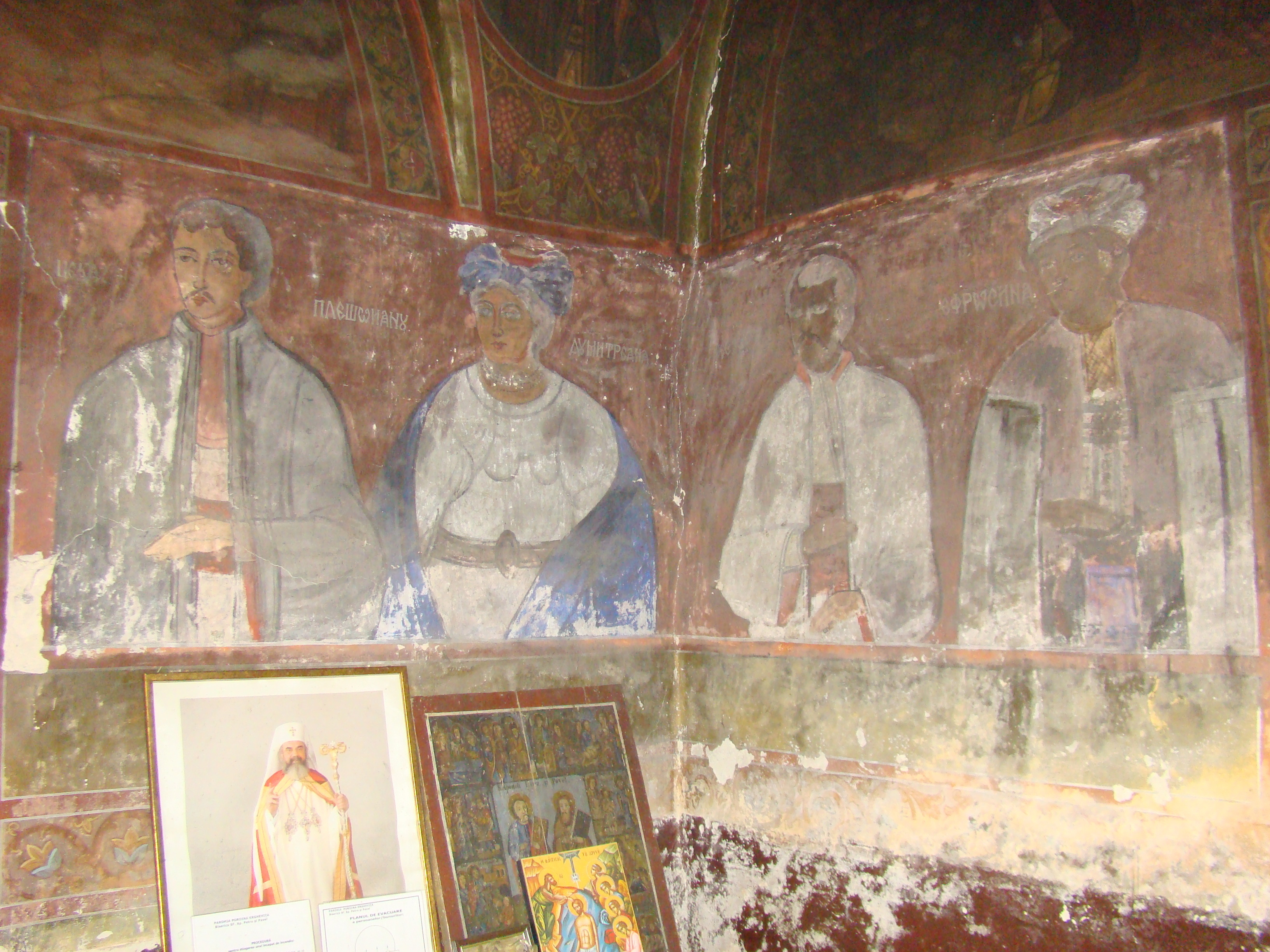
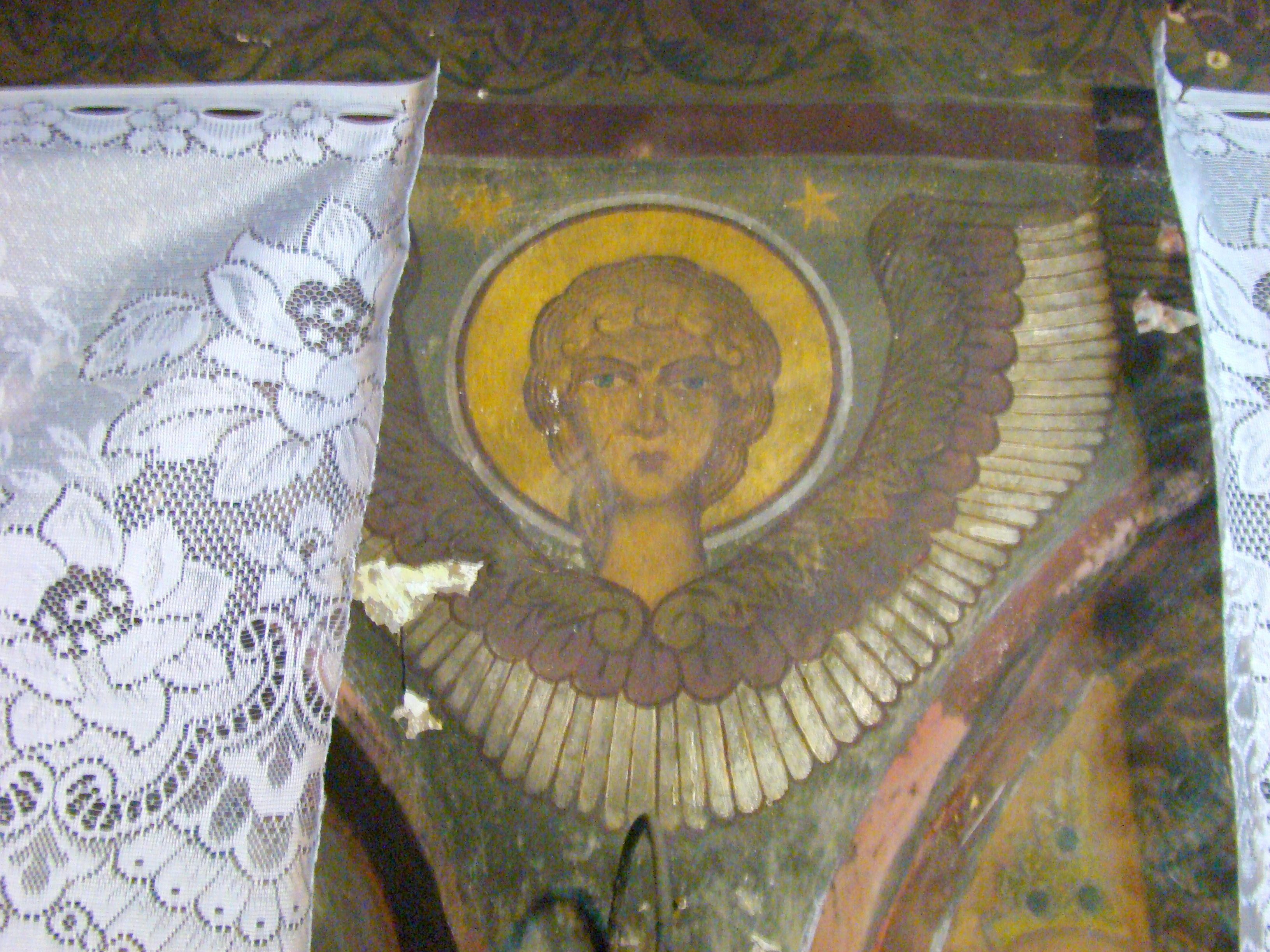
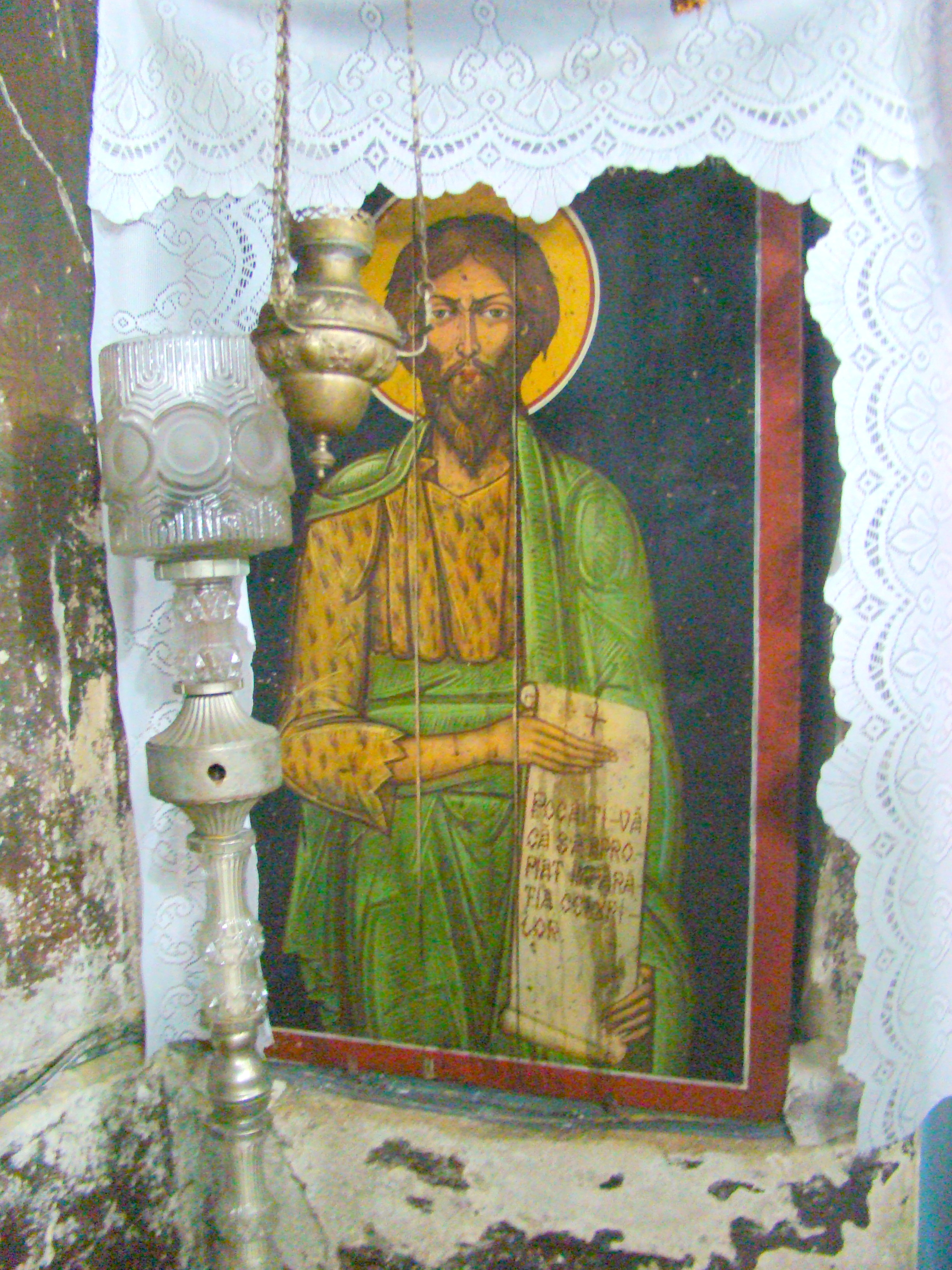
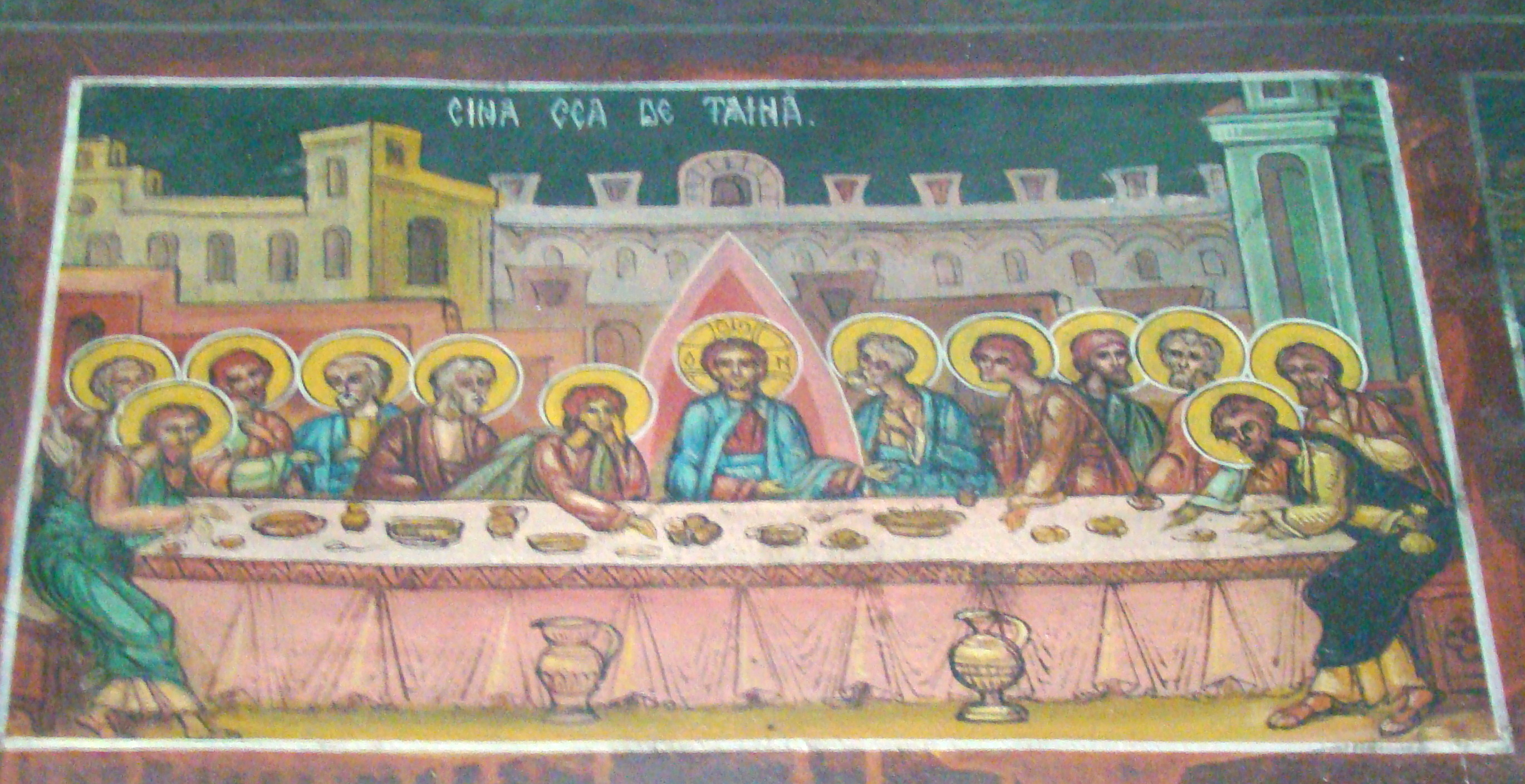
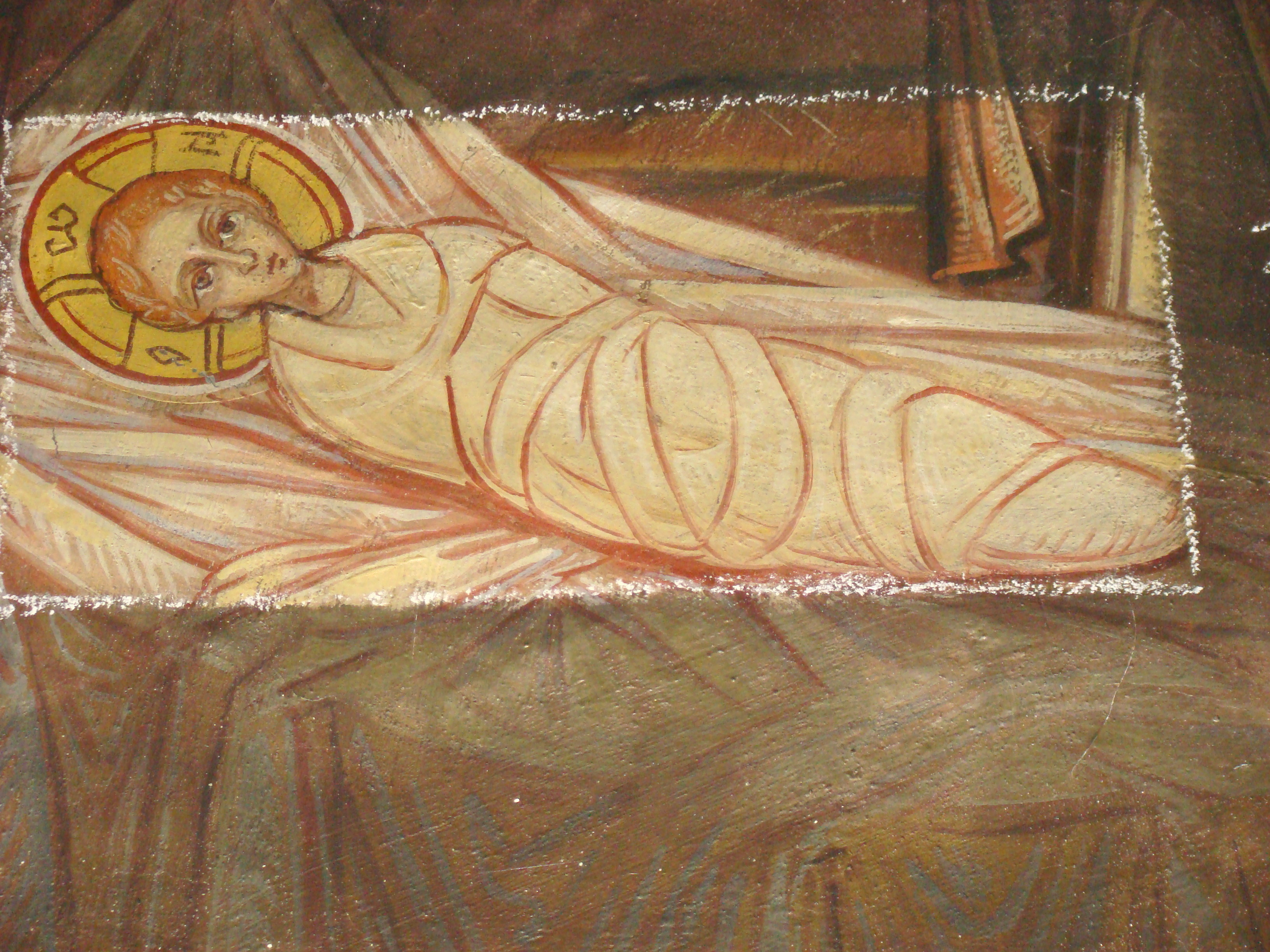
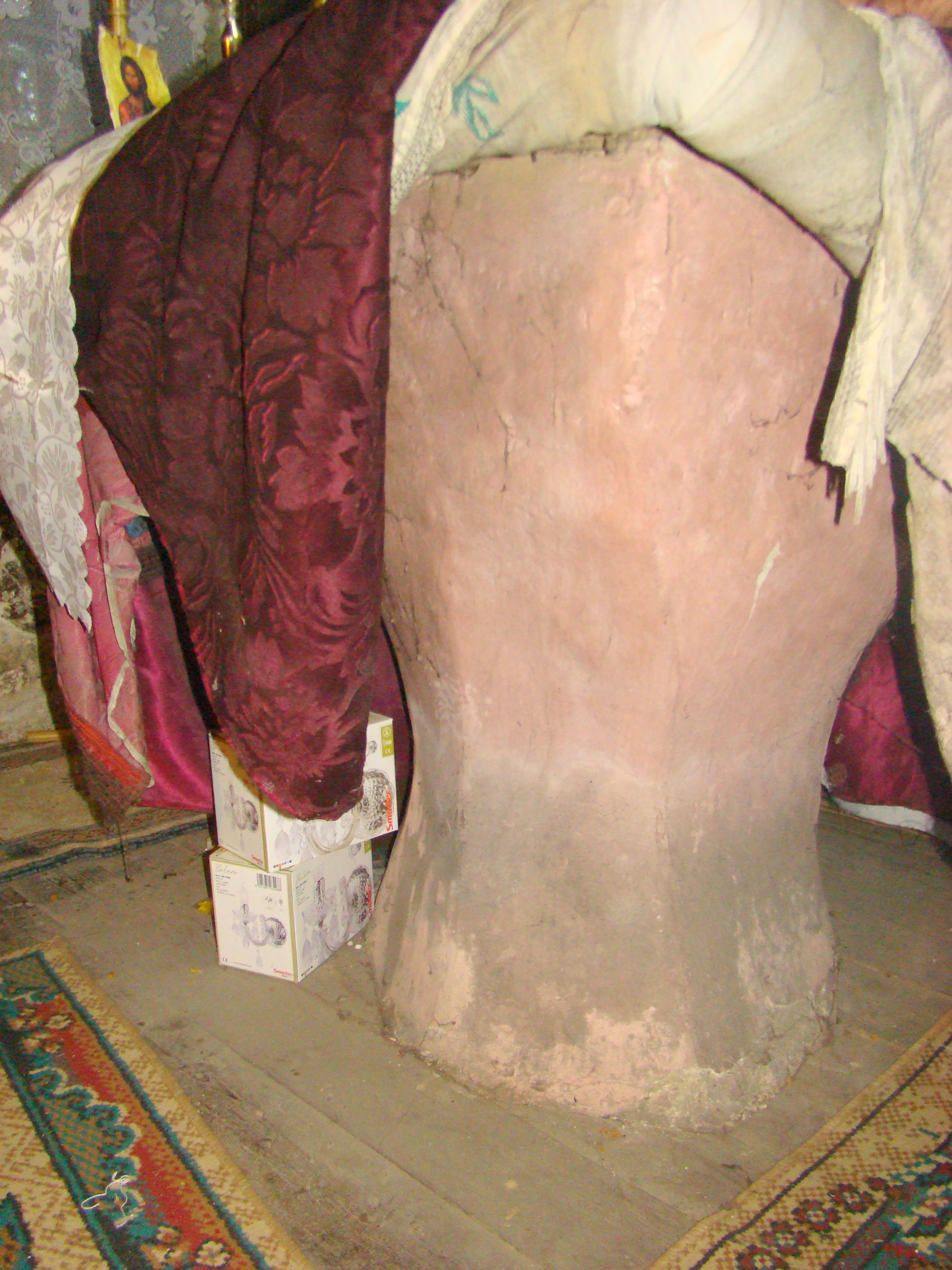
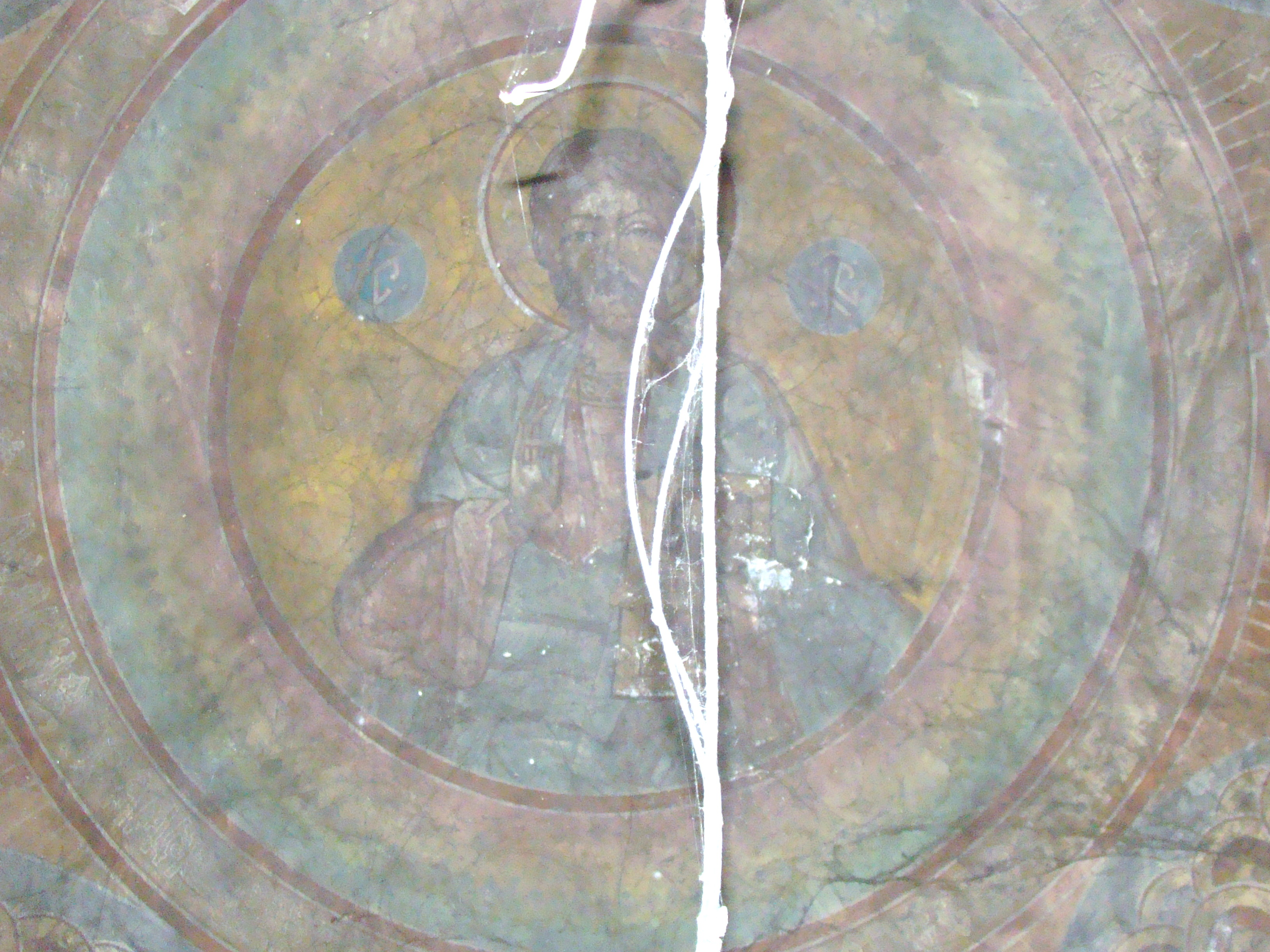
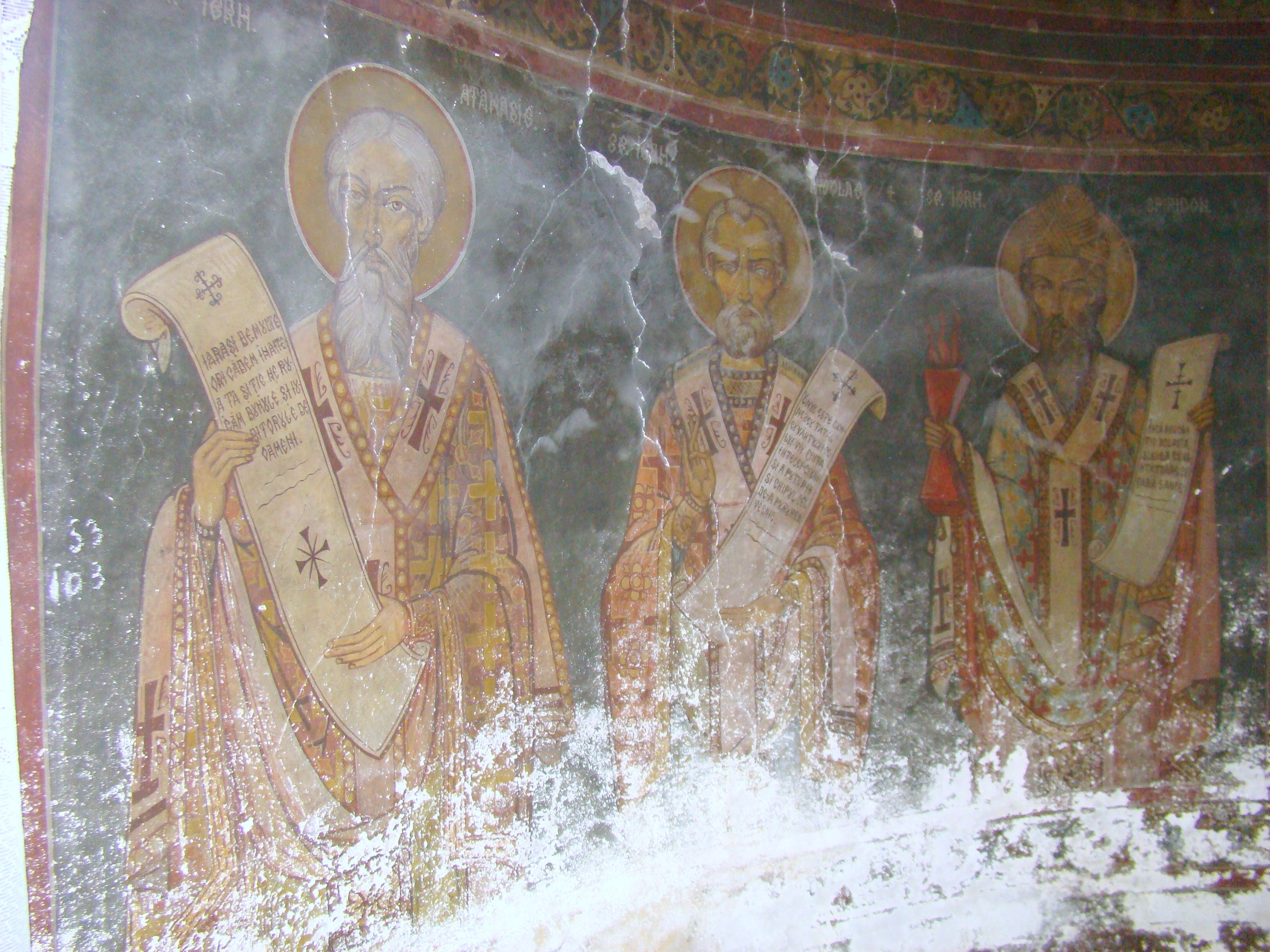
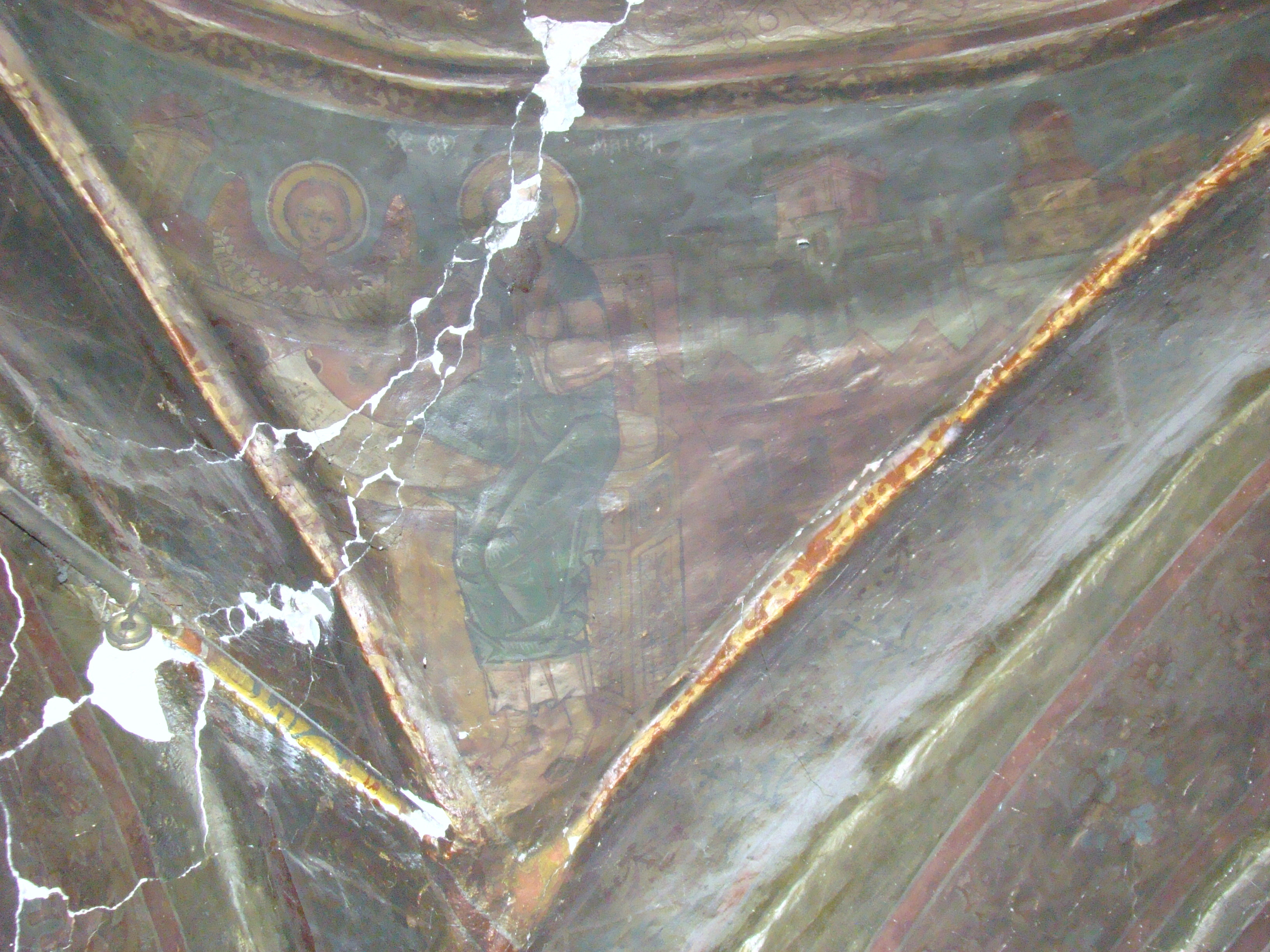
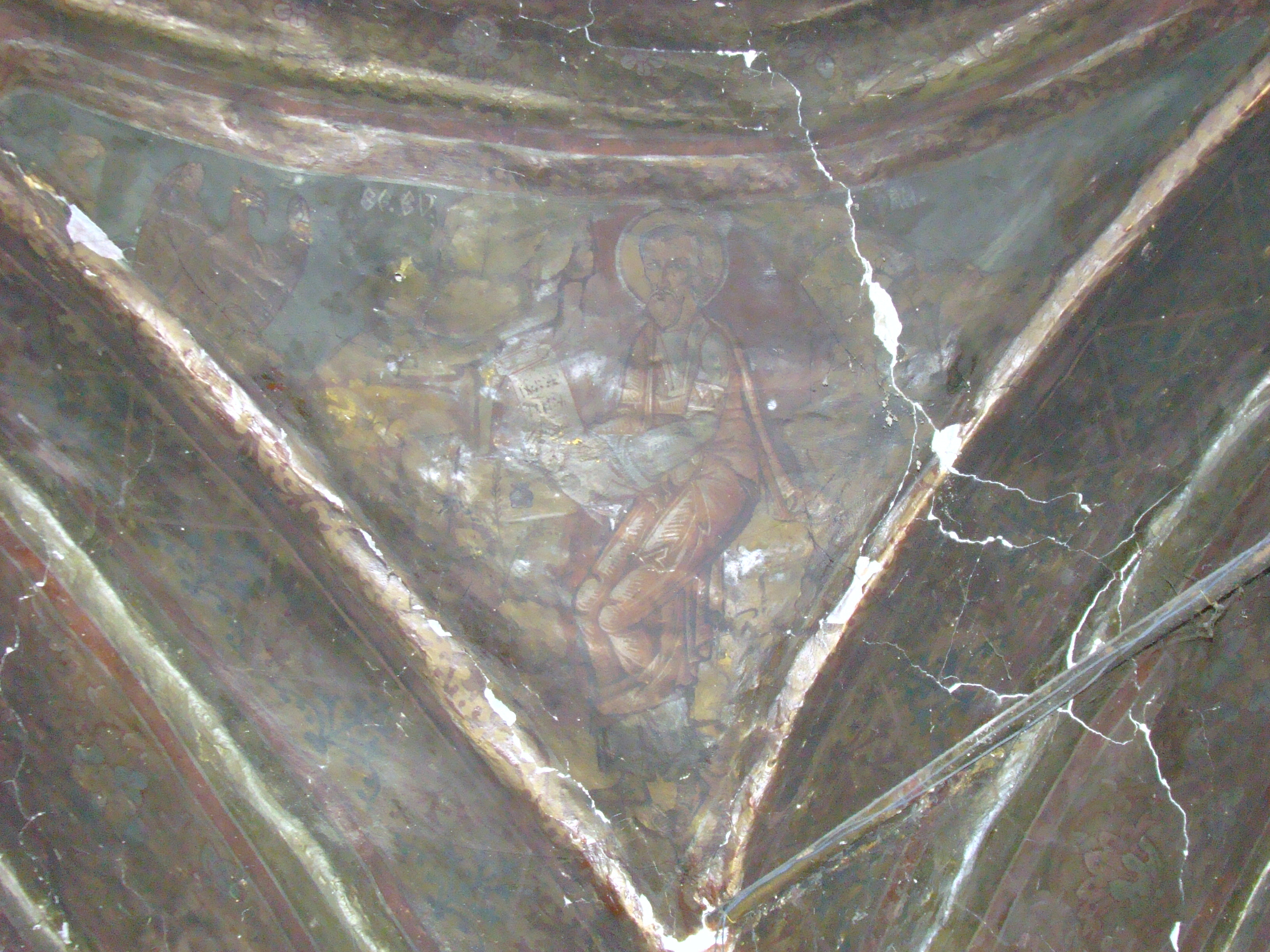
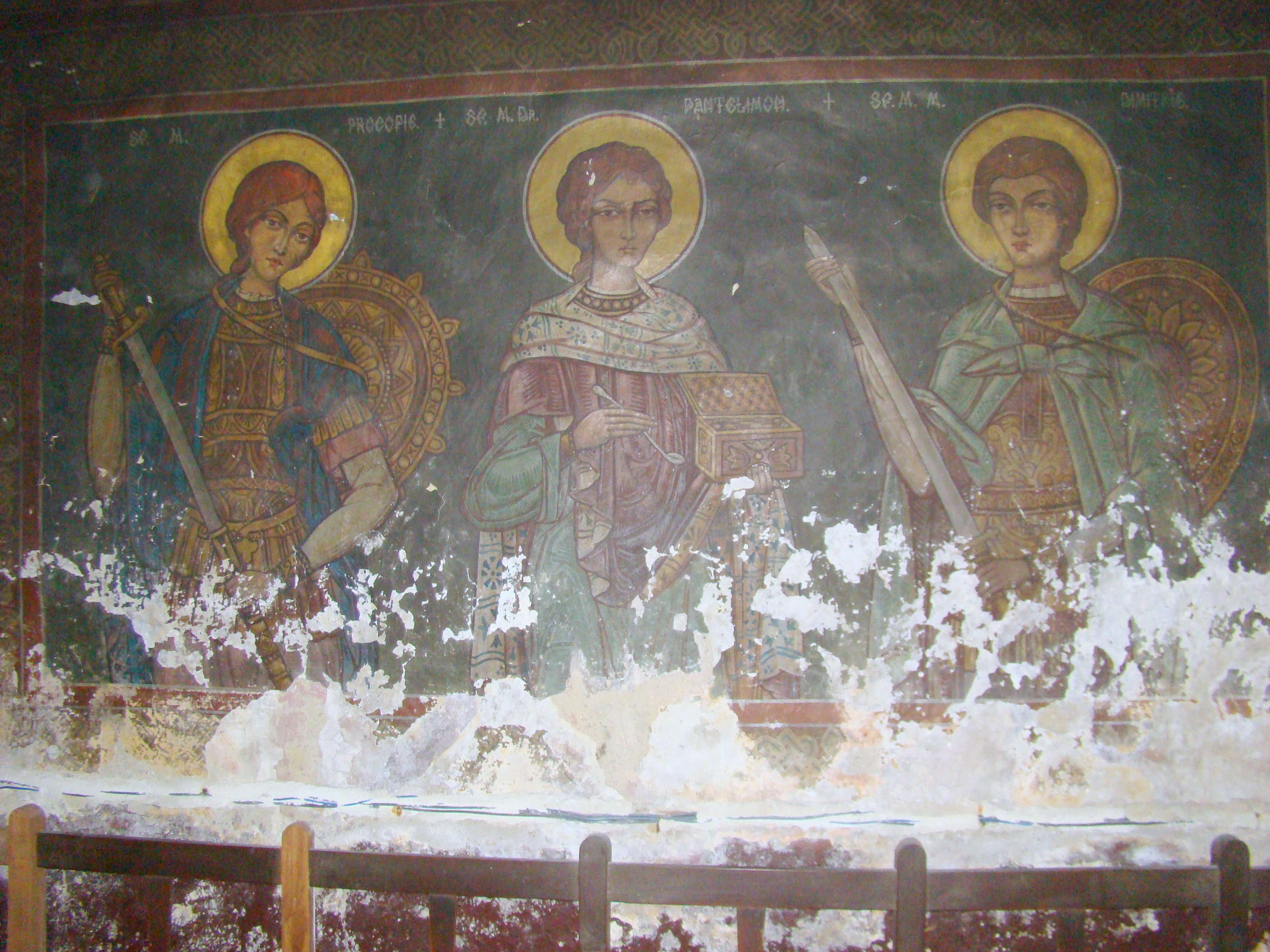
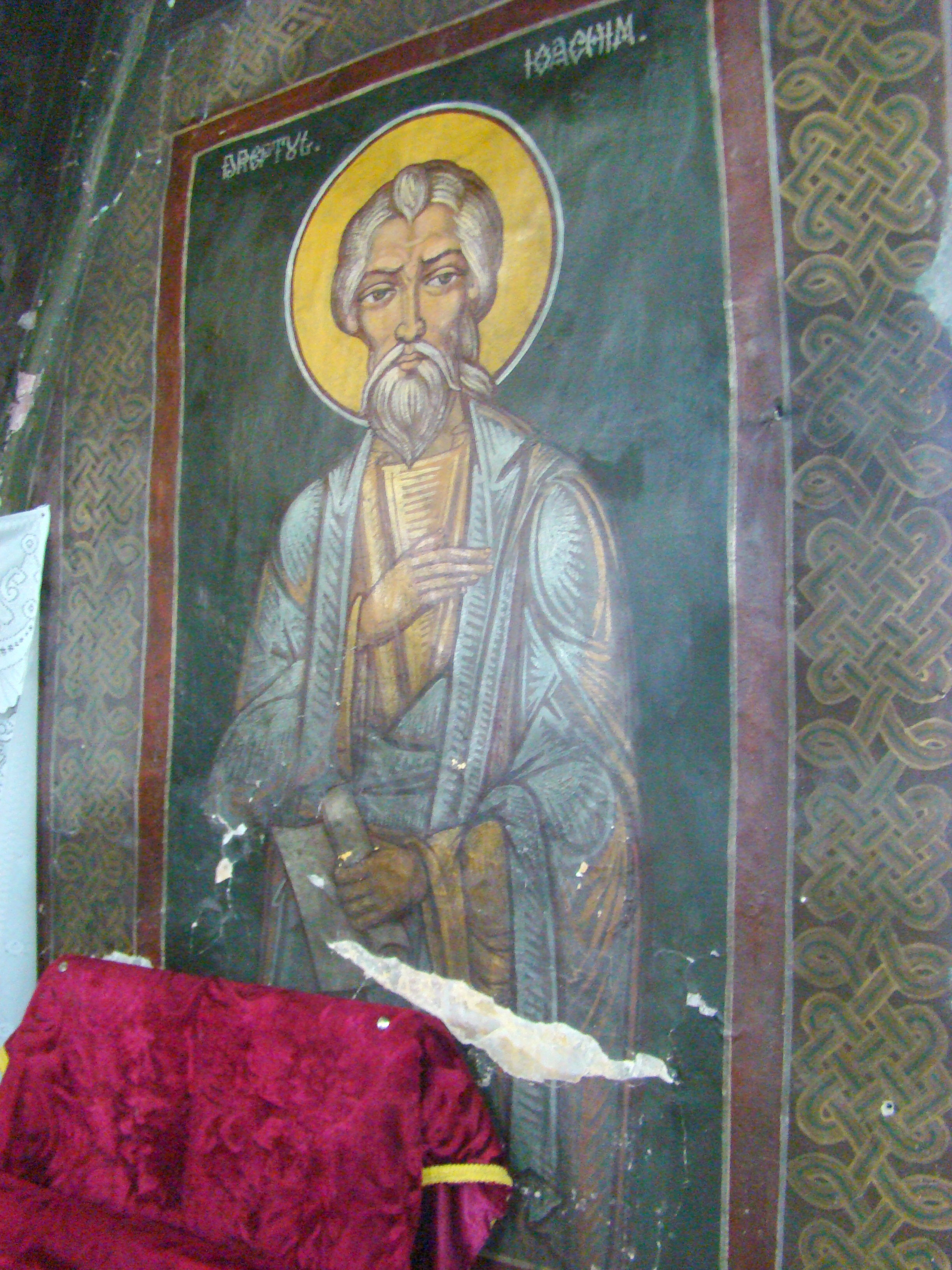
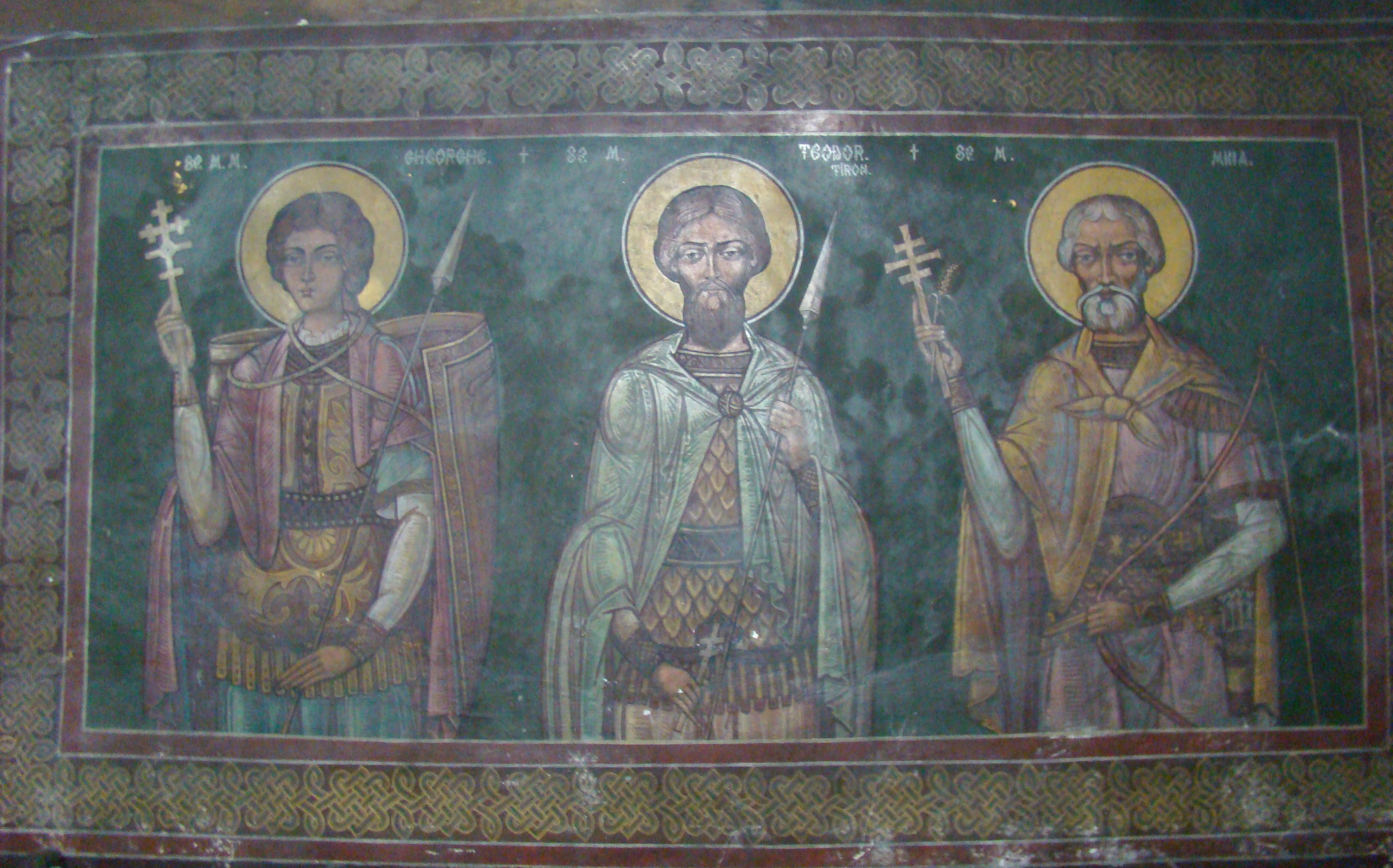